# USS Wahoo (SS-238)
USS „Wahoo” (SS-238) – amerykański okręt podwodny typu Gato, którego załoga podczas II wojny światowej wyróżniła się agresywnością w wojnie podwodnej na Pacyfiku. Został zwodowany 14 lutego 1942 w stoczni Mare Island, po czym 15 maja wszedł do służby w marynarce amerykańskiej. Miał wyporność na powierzchni 1526 ton. Mimo trapiących całą amerykańską flotę problemów technicznych z torpedami, w ciągu niecałych dwóch lat działalności zatopił według oficjalnych źródeł 20 japońskich statków o łącznej pojemności 60 038 BRT. Podczas ostatnich pięciu z siedmiu patroli bojowych okrętu, jednostką dowodził kmdr por. Dudley „Mush” Morton, jeden z trzech najbardziej skutecznych amerykańskich dowódców okrętów podwodnych, zaś w ciągu pierwszych pięciu patroli, I oficerem „Wahoo” był kmdr ppor. Richard „Dick” O’Kane – najskuteczniejszy z amerykańskich dowódców jednostek tej klasy. Po trzecim patrolu okrętu, admirał Charles Lockwood – dowódca floty podwodnej na Pacyfiku – nazwał okręt „jednookrętowym wilczym stadem”. Podczas tegoż patrolu dowódca „Wahoo” rozkazał otworzyć ogień do jednej z łodzi ratunkowych storpedowanego transportowca wojska. 11 października 1943 roku, podczas siódmego patrolu, „Wahoo” został zatopiony w wyniku kombinowanego ataku powietrzno-morskiego japońskiej marynarki w cieśninie La Pérouse’a. Okręt za swą służbę został odznaczony Presidential Unit Citation oraz Asiatic-Pacific Campaign Medal z sześcioma gwiazdami za udział w kampaniach. W odróżnieniu od informacji na temat działań amerykańskiej floty nawodnej, USS „Wahoo” był jedynym amerykańskim okrętem podwodnym, którego szczegóły działalności operacyjnej podano w trakcie wojny do publicznej wiadomości.

## Budowa i konstrukcja
„Wahoo” był przedstawicielem pierwszego masowo produkowanego wojennego typu okrętów podwodnych. O jego budowie zdecydowało biuro Szefa Operacji Morskich (Office of the Chief of Naval Operations – OpNav) 20 maja 1940, pod wpływem szoku wywołanego upadkiem Francji i zajęciem przez wojska III Rzeszy większości Zachodniej Europy. Marynarka amerykańska wykazała się w tym przypadku daleko idącą dalekowzrocznością, przewidując iż w razie wojny na Pacyfiku, niezbędne będą okręty znacznie nowocześniejsze pod każdym względem niż stanowiące dotąd trzon amerykańskiej floty podwodnej okręty podwodne typu S. Budowę „Wahoo” rozpoczęto 28 czerwca 1941 roku w stoczni Mare Island w Vallejo w Kalifornii jako jednego z fleet submarines – dużych jednostek zdolnych do towarzyszenia nawodnym zespołom floty. Zakładano, że fleet submarine będzie okrętem, który przede wszystkim będzie wypełniać zadania defensywne i obserwacyjne, atakować miał, dopiero gdy zaistnieją okoliczności temu sprzyjające – aby „zmiękczyć” przeciwnika i ułatwić ostateczny atak ze strony amerykańskich krążowników i pancerników.

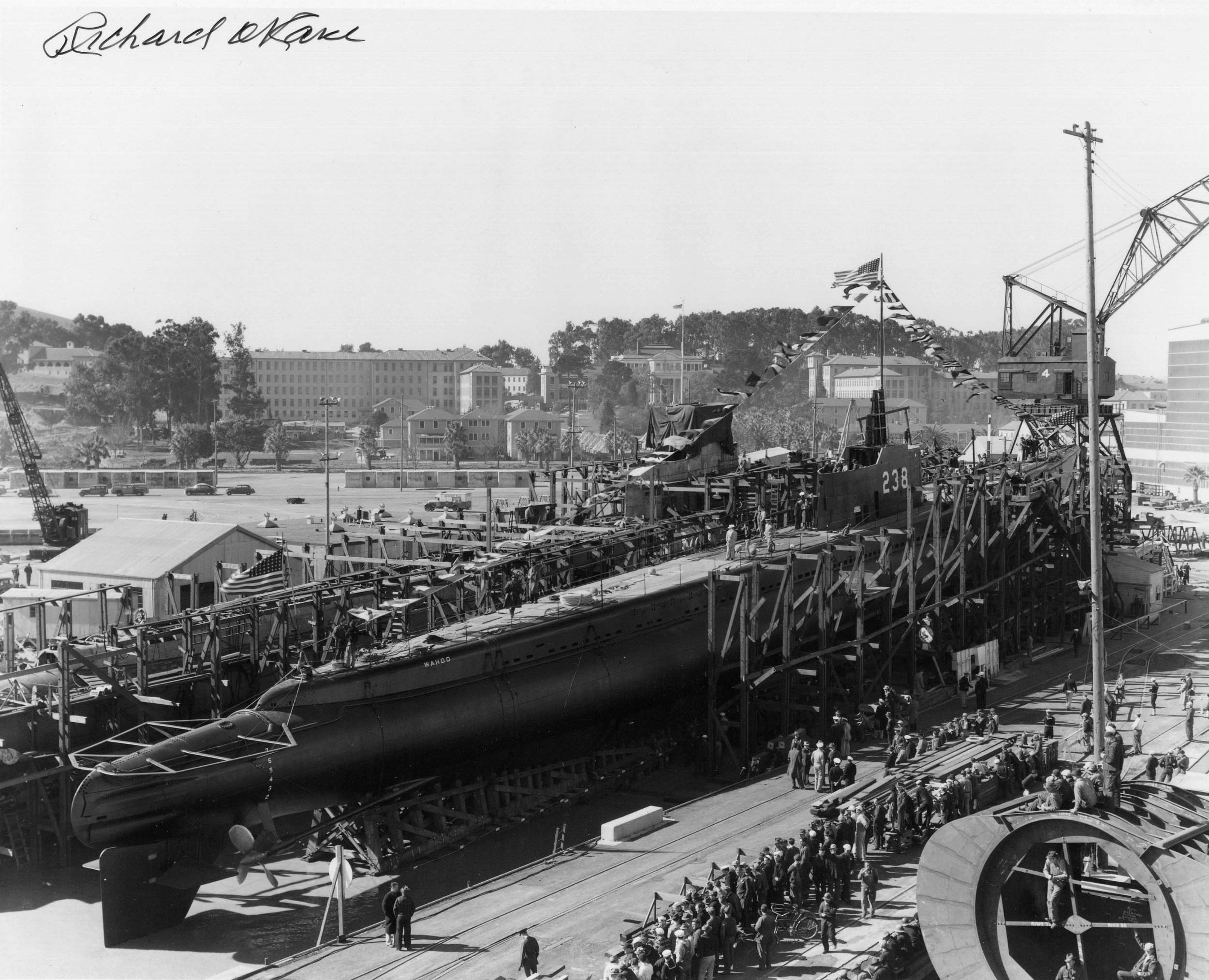
USS Wahoo (SS-238) gotowy do wodowania około 22 lutego 1942 roku. W lewym górnym rogu widoczny autograf komandora Richarda O’Kane’a, późniejszego kontradmirała, jednego z najbardziej zasłużonych oficerów amerykańskiej floty podwodnej podczas drugiej wojny światowej.

Budowę „Wahoo” na pochylni, ukończono wodowaniem 14 lutego 1942. Nazwa okrętu pochodzi od angielskiej nazwy żyjącej w wodach wokół Florydy ryby solandry (ang. wahoo), która jest ceniona przez wędkarzy sportowych ze względu na jej szybkość i waleczność. Przedwojenny standard zanurzenia testowego wynosił w marynarce amerykańskiej 250 stóp (76 metrów), jednak w celu zwiększenia możliwości zanurzenia do 300 stóp (91 metrów), kadłub jednostek typu Gato został wzmocniony, maszynownia zaś została podzielona za pomocą wodoszczelnych grodzi na dwie sekcje. W razie nagłej potrzeby, na przykład w celu uniknięcia nieprzyjacielskiego ataku, okręt mógł bezpiecznie zanurzyć się na głębokość 450 stóp (137 metrów). Częściowo dwukadłubowy okręt miał całkowitą długość 95,02 metra oraz 8,31 metra szerokości. Całkowita podwodna wyporność jednostki wynosiła 2415 długich ton (2460 ton metrycznych). Układ napędowy USS „Wahoo” tworzyły cztery wysokoobrotowe silniki elektryczne General Electric o mocy 2.740 shp (2,0 MW), za pośrednictwem reduktora mechanicznego napędzające dwa wały napędowe ze śrubami. Silniki zasilane były energią z dwóch akumulatorów elektrycznych po 126 ogniw każdy. W trakcie rejsu na powierzchni, akumulatory zasilające napędzające okręt silniki elektryczne ładowane były przez 4 dieslowskie generatory elektryczne Fairbanks-Morse 38D8-1/8 o mocy 4 MW. Tak skonfigurowany napęd okrętu zapewniał mu prędkość 20,25 węzła na powierzchni i 8,75 węzła w zanurzeniu oraz maksymalny czas przebywania w zanurzeniu wynoszący 48 godzin przy prędkości 2 węzłów.

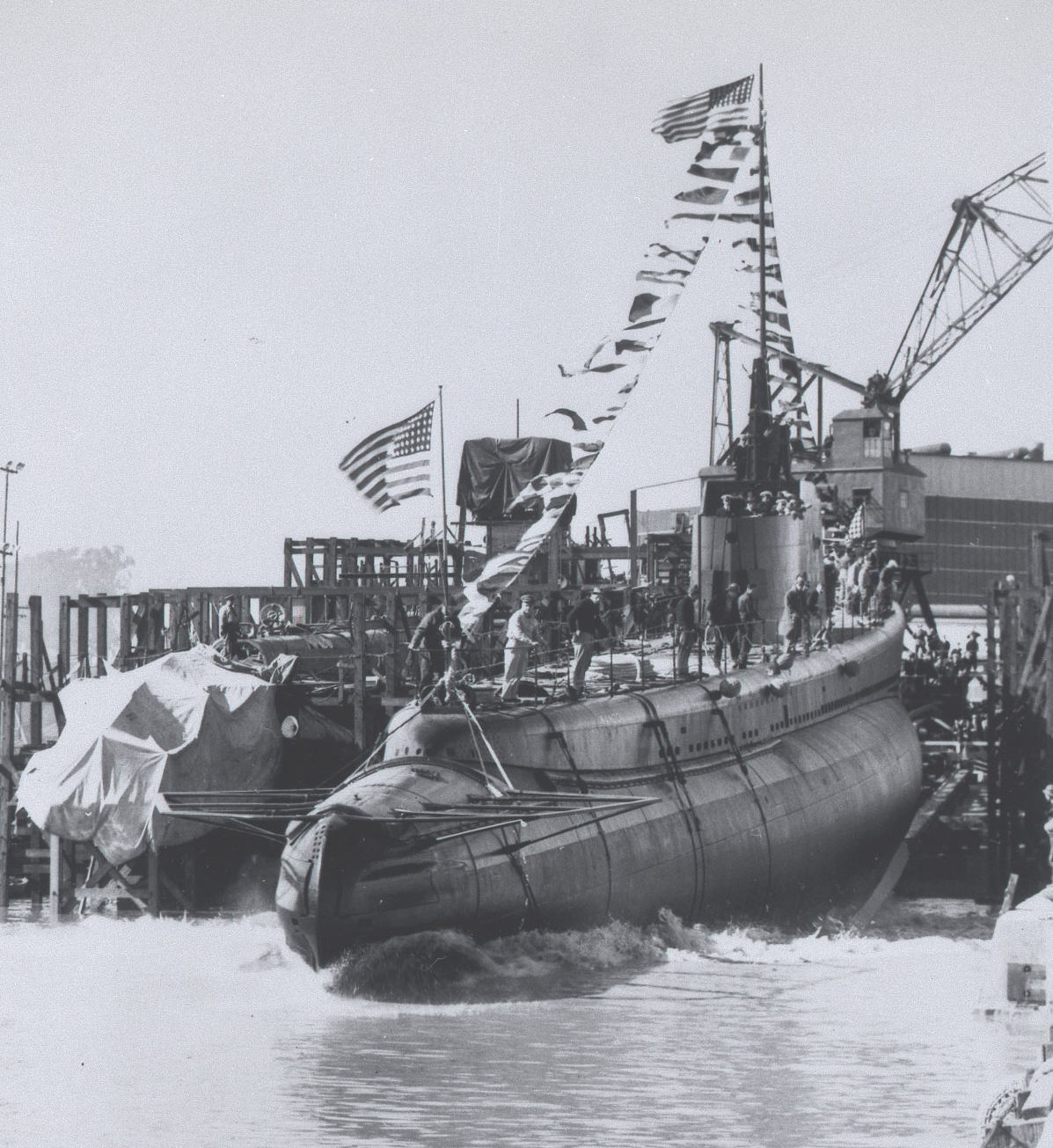
Wodowanie „Wahoo” 14 lutego 1942 roku w Mare Island Naval Shipyard

Zbiorniki paliwa mieściły w czasie wojny 116 000 galonów (440 tys. litrów), co umożliwiało przepłynięcie na powierzchni 11 000 mil morskich, przy prędkości 10 węzłów. Jako okręt typu Gato, mógł zostać zatankowany większą od poprzedników ilością paliwa, co pozwoliło na przedłużenie typowego patrolu do 75 dni, bądź przepłynięcie bez dodatkowego tankowania nawet 20 000 mil morskich. W związku z oryginalnym przeznaczeniem okrętów typu Gato do roli fleet submarine, czyli jednostek współdziałających z dużymi zespołami nawodnymi floty, USS „Wahoo” doskonale pływał na powierzchni morza, manewrował zaś w wynurzeniu znacznie lepiej niż w zanurzeniu – był to w rzeczywistości okręt nawodny wyposażony w dodatkową możliwość zanurzania się. Architektura okrętowa umożliwiała jednostce całkowite zanurzenie w czasie krótszym niż 45 sekund. Był to gorszy rezultat, niż w analogicznych konstrukcjach brytyjskich i niemieckich, w marynarce amerykańskiej uznawano jednak taką szybkość zanurzenia za wystarczającą.
Okręt wyposażony był w silne uzbrojenie torpedowe składające się z 6 dziobowych i 4 rufowych wyrzutni torpedowych z 24 torpedami kalibru 533 mm Mk. XIV, a następnie Mk. 18, kontrolowany przez elektromechaniczny komputer kontroli ognia TDC (Torpedo Data Computer) Mark III. Dzięki konstrukcyjnemu powiększeniu pomocniczych zbiorników balastowych (względem projektów wcześniejszych typów), uzyskano kompensację wagi 24 torped lub 40 min, które mógł przenosić okręt. Uzbrojenie okrętu uzupełniało jedno działo kalibru 76 mm i karabiny maszynowe kal. 7,62 i 12,7 mm. W czasie wojny artylerię okrętu wzmacniano: w sierpniu 1942 roku posiadał on armatę 76 mm i działko 20mm; w kolejnych przebudowach zmieniono działo na 102 mm i dodano dwa działka 20 mm, a następnie jeszcze jedno. Zestaw sensorów stanowiły radar przeszukiwania powierzchni SJ oraz przestrzeni powietrznej SD, a także JP z hydrofonem umieszczonym na pokładzie JK/QC i QB pod dziobem.
W miarę postępów budowy „Wahoo” w Kalifornii, kompletowano też załogę jednostki. Zgodnie z wojennym standardem jednostek typu Gato, załoga „Wahoo” składała się z 80 oficerów i marynarzy. Dowództwo okrętu objął komandor podporucznik (Lieutenant Commander) Marvin Kennedy, dotychczasowy zastępca dowódcy (executive officer) na okręcie podwodnym USS Narwhal (SS-167) typu Narwhal, służący wcześniej na krążowniku USS Chicago (CA-29) i niszczycielu USS Hammann (DD-412). W roli zastępcy dowódcy na okręcie zameldował się także przyszły kontradmirał Richard O’Kane, trzecim zaś był George W. Grider. Od samego początku załoga nie ufała do końca kmdr. Kennedy’emu. Było to spowodowane w pewnej mierze faktem, że Kennedy nie czuł się do końca pewnie na okręcie podwodnym, sam też nie ufał swoim podwładnym, w tym – co było niezwykłe na okrętach podwodnych – także swoim zastępcom i innym oficerom. Jak wykazały późniejsze miesiące, brak zaufania do dowódcy nie był bezpodstawny.

## Operacje bojowe

### Pierwszy patrol
Po zakończeniu wyposażania jednostki oraz początkowego szkolenia przy brzegach Kalifornii, 12 sierpnia „Wahoo” opuścił San Francisco, pod dowództwem kmdr. Marvina Kennedy’ego kierując się na Hawaje. Po przybyciu 18 sierpnia do bazy Pearl Harbor, przez kolejne trzy dni prowadził ćwiczenia załogi. 23 sierpnia wypłynął na swój pierwszy patrol, w celu zwalczania japońskiej żeglugi w Karolinach w pobliżu Atolu Chuuk w Mikronezji, zwłaszcza w akwenie między Wyspami Hall i Atolem Namonuito. 6 września okręt napotkał swój pierwszy cel – samotny frachtowiec, jednakże trzy wystrzelone w jego kierunku torpedy chybiły, prawdopodobnie z powodu błędnie ustalonej odległości bądź prędkości celu
. Jak opisał to później jeden z członków załogi „Po wyczerpujących miesiącach ćwiczeń, ucieczka w zanurzenie przed tym pierwszym celem, była bardzo demoralizująca”. Tydzień później zauważono kolejny samotny frachtowiec. Z czterech wystrzelonych w niego torped, jedna ugodziła cel, jednakże okrętowi nie uznano zatopienia tego statku.

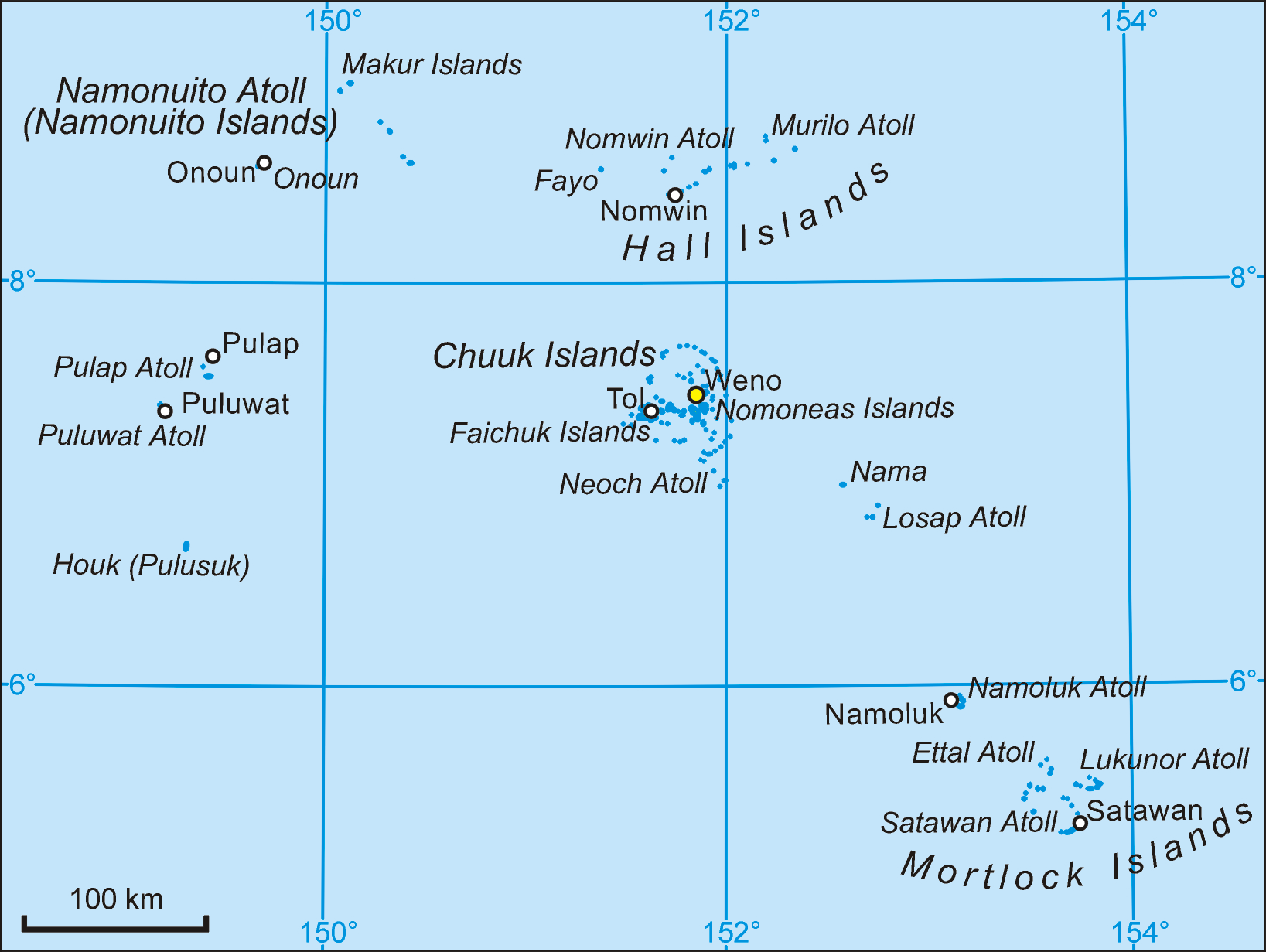
Rejon pierwszego patrolu „Wahoo”, między atolem Chuuk (Truk), a atolem Namonuito

Przez następne dni okręt nie mógł wejść na dogodną pozycję do strzału w kierunku napotkanych okrętów patrolowych oraz tendra.
W trakcie tego patrolu, pod pokładem „Wahoo” miało miejsce bardzo niebezpieczne zdarzenie. Okręty podwodne przenoszą zwykle po jednej torpedzie gotowej do natychmiastowego strzału w wyrzutniach dziobowych i rufowych. Tak też miało to miejsce na „Wahoo”. Zaistniała jednak potrzeba przedmuchania dziobowej wyrzutni numer 3, tymczasem przez pomyłkę odpowiedzialny torpedysta pociągnął za rękojeść uruchomiającą wyrzutnię nr 1 z załadowaną i gotową do strzału torpedą. Silnik torpedy uruchomił się, a wypychany pocisk z dużą siłą uderzył od wewnątrz w zamkniętą zewnętrzną pokrywę wyrzutni. Uruchomionego silnika torpedy nie można było zatrzymać od wewnątrz. Co gorsza uderzenie torpedy skrzywiło pokrywę, a przez powstałą z tego powodu szczelinę do wyrzutni zaczęła napływać od zewnątrz woda. W przypadku normalnego strzału woda uruchamia mechanizm automatycznego uzbrajania głowicy torpedy, gdy już opuści ona wyrzutnię. Kiedy sytuacja stawała się bardzo dramatyczna, na szczęście dla okrętu zadziałał wbudowany w torpedę bezpiecznik, który wyłączył silnik po jego zbytnim rozgrzaniu się przy braku wystarczającej ilości wody. Jakkolwiek zagrożenie zmalało, wciąż jednak istniały obawy czy torpeda nie uzbroi się. W dodatku z powodu uderzenia torpeda zablokowała się o któryś z elementów wyrzutni i nie było możliwe jej wyciągnięcie z powrotem do przedziału torpedowego. Ostatecznie mimo ryzyka, okręt musiał kontynuować rejs z zablokowaną wyrzutnią i zmarnowaną torpedą.
30 września 1942 w odległości 11 000 metrów wykrył transportowiec wodnosamolotów i miniaturowych łodzi podwodnych „Chiyoda”. Na skutek pasywnej postawy dowódcy okrętu i tym razem „Wahoo” nie zdołał uzyskać pozycji, w której byłby możliwy strzał torpedowy. 5 października okręt podwodny wykrył lotniskowiec w eskorcie dwóch niszczycieli, którym, jak sądził dowódca, był „Ryūjō”. Jakkolwiek ocena ta nie mogła być prawidłowa, gdyż „Ryūjō” zatonął półtora miesiąca wcześniej w bitwie koło wschodnich Wysp Salomona, był to już drugi bardzo cenny cel napotkany przez „Wahoo” w ciągu kilku dni, którego nie zdołał zaatakować. Wprawdzie O’Kane, który jako jedyny przebywał w tym czasie w centrum kontroli okrętu, zarządził natychmiastowe zwiększenie prędkości do maksymalnej prędkości podwodnej, przybyły wkrótce Kennedy rozkazał zmniejszyć prędkość do 1/3 i po chwili lotniskowiec wraz z eskortą oddalił się. Zanim do tego doszło, O’Kane zwrócił się do Kennedy’ego wprost z sugestią przywrócenia maksymalnej prędkości, w innym bowiem przypadku „Wahoo” nie będzie w stanie zająć pozycji do ataku. Dowódca jednak zdawał się nie słuchać, po pewnym czasie zaś zarządził opuszczenie przez załogę stanowisk bojowych i bez żadnego komentarza powrócił do swojej kajuty. Jak przyznał później sam komandor Kennedy, było to efektem niedostatecznego poziomu agresywności oraz niewystarczających umiejętności. Dwa dni później komandor Kennedy postanowił zakończyć patrol. W rozmowie w cztery oczy na pokładzie okrętu, O’Kane przedstawił mu koncepcję opartą na przekonaniu, że wkrótce lotniskowiec powinien przechodzić tą samą drogą, wraz z prośbą o przedłużenie patrolu o jeden tydzień. Zastępca przedstawił też dowódcy swój plan przechwycenia japońskiej jednostki. Ten jednak odpowiedział „Dick, nie zrobimy tego. Zabierzemy „Wahoo” do domu po jakiegoś dowódcę, który potrafi zatapiać statki, bo w ten sposób – do cholery – nigdy tego nie wygramy.” 7 października „Wahoo” opuścił rejon patrolu i 16 października spotkał się z okrętem swojej eskorty, aby zawinąć do Pearl Harbor.
Na nabrzeżu czekały na okręt rodziny członków załogi, admirałowie i oficerowie sztabowi, panowała też piknikowa atmosfera. Wszyscy byli szczęśliwi z powodu bezpiecznego powrotu „Wahoo” z patrolu, zwłaszcza że do tego momentu, marynarka amerykańska straciła już 8 okrętów podwodnych. Kiedy jednak przekazano admirałom informację, że w jednej z dziobowych wyrzutni okrętu znajduje się zablokowana torpeda po przerwanej pracy silnika, nabrzeże natychmiast opustoszało. Okręt musiał zostać naprawiony i poddany modyfikacjom, tymczasem załoga mogła skorzystać z odpoczynku.
Tymczasem jednak na porządku dziennym stanęła kwestia dowództwa okrętu. Komandor Kennedy dał słowo, że poprosi o przeniesienie z okrętu i nie było go wśród załogi. Tymczasem jednak zbliżał się termin wyjścia na kolejny patrol, a okręt wciąż nie miał wyznaczonego nowego dowódcy. Któregoś dnia, drugi oficer „Wahoo” George Grider, podczas pływania w basenie spotkał przypadkowo przyjaznego człowieka nazwiskiem Morton. W trakcie rozmowy wyszło na jaw, ze Morton jako Prospective Commanding Officer (PCO – przyszły dowódca okrętu), oczekuje na przydział okrętu, którym ma dowodzić, Grider zaś wyjaśnił mu na czym polega problem z dowództwem „Wahoo” i historię kmdr. Kennedy’ego. Zaledwie kilka dni przed ponownym wyjściem w morze, gdy w normalnych warunkach trwają już bezpośrednie przygotowania do kolejnego patrolu, „Wahoo” wciąż nie miał jednak dowódcy. Tymczasem na pokład okrętu weszło kilka osób wraz z kmdr. Kennedym, który jak się okazało, miał pozostać dowódcą okrętu. Ryzykując własną karierą, łamiąc wszelkie procedury i drogę służbową, Richard O’Kane spotkał się kmdr. por. Joe Grenfellem, dowódcą jego eskadry. Jak się okazało, Grenfell nie widział do tej pory sporządzonego przez Kennedy’ego raportu z patrolu, w którym Kennedy przyznał się do swoich błędów. Grenfell nie wiedział także, że dowódca „Wahoo” sam nosił się z zamiarem opuszczenia okrętu. Gdy jednak O’Kane opisał mu wszystkie zajścia pod pokładem okrętu i przebieg poszczególnych ataków, Grenfell wpadł na pomysł rozwiązania problemu. Wspomniał o człowieku nazwiskiem Morton, PCO oczekującym na przydział okrętu do dowodzenia, o którym O’Kane słyszał już od drugiego oficera „Wahoo”. Obaj oficerowie nieformalnie ustalili, że Morton otrzyma przydział na „Wahoo” jako PCO, a w niedalekiej przyszłości otrzyma „Wahoo” w dowodzenie. Takie rozwiązanie wydało się O’Kane lepsze niż wyjście „Wahoo” na kolejny patrol z dotychczasowym składem dowództwa okrętu. Gdy jeszcze tego samego wieczora na „Wahoo” zameldował się Dudley Morton, marynarze okrętu odnieśli wrażenie, że nowy członek załogi ma niezwykle energiczną i dynamiczną osobowość.

### Drugi patrol
Między 22 października a 2 listopada 1942 okręt został poddany remontowi, podczas którego zainstalowano m.in. nowe działo 102 milimetrowe oraz dwa działka 20 mm. Po zakończeniu prac, „Wahoo” osiągnął zdolność bojową 8 listopada, a następnego dnia o 9 rano wyszedł na swój drugi patrol. Ponownie dowodzony przez Kennedy’ego okręt udał się w rejon Wysp Salomona. 30 listopada napotkał tam lekko załadowany transportowiec oraz eskortujący go niszczyciel. Podjęta próba ataku nie przyniosła skutku i japoński konwój zdołał odpłynąć. Po kilkunastu następnych bezowocnych dniach, „Wahoo” przeszedł w poprzek konwoju trzech ciężko załadowanych statków transportowych eskortowanych przez niszczyciel. Dowódca amerykańskiego okrętu wystrzelił „wachlarzem” cztery torpedy w kierunku największego zbiornikowca znajdującego się w odległości 700 jardów (640 metrów). Mimo iż „Kamoi Maru” (5335.  BRT) został trafiony przez 3 z 4 wystrzelonych torped, statek zatonął dopiero po dwóch godzinach. Ochraniający konwój niszczyciel przypuścił kontratak na „Wahoo” za pomocą około 40 bomb głębinowych, które eksplodując dość blisko spowodowały niewielkie uszkodzenia. Po wynurzeniu na głębokość peryskopową, Kennedy spostrzegł odpływający w pewnej odległości jeden frachtowiec, drugi zaś stojący w miejscu celem podjęcia rozbitków z „Kamoi Maru”. Niszczyciel patrolował w okolicy. Kmdr Kennedy był zachęcany przez swojego zastępcę Richarda „Dick” O’Kane oraz PCO Dudleya „Mush” Mortona do przeprowadzenia drugiego ataku z wykorzystaniem radaru. Jak argumentowali, po zapadnięciu zmroku, przy użyciu radaru SJ, zatopienie frachtowca nie powinno sprawić większych problemów, a przy odrobinie szczęścia, być może uda się zatopić także niszczyciel. Jednakże pasywny dowódca po przejściu przez „Wahoo” bombardowania za pomocą bomb głębinowych, nie był w stanie dalej walczyć.
Cztery dni później „Wahoo” wykrył statek szpitalny, a następnie okręt podwodny na powierzchni, oznaczony na kiosku numerem I-2. Statek szpitalny nie mógł być atakowany, jednakże USS „Wahoo” podjął próbę ataku na okręt podwodny. Japoński okręt podwodny został dostrzeżony na powierzchni bardzo późno, zaledwie 1200 jardów (1000 metrów) od „Wahoo”, który sam znajdował się w zasięgu ognia japońskiego okrętu. Drugi oficer Grider, który wykrył japońską jednostkę obrócił okręt o 90° w celu ustawienia go do strzału i rozkazał otworzyć zewnętrzne pokrywy dziobowych wyrzutni torpedowych. W tym momencie w centrali pojawił się na wpół nagi Kennedy, którego alarm Gridera wyrwał spod natrysku, przejął od drugiego oficera peryskop i podawał ostatnie komendy oraz namiary do komputera TDC. Siedem minut po wykryciu japońskiego okrętu, amerykańskie torpedy ruszyły w kierunku wrogiej jednostki. Eksplozja nastąpiła jednak 10 sekund przed momentem, kiedy pierwsza torpeda powinna trafić w cel. Dowódca oznajmił bezpośrednie trafienie, gejzer wody tuż przed kioskiem wroga, oraz ludzi skaczących z jego mostka do wody. Dla sonarzysty okrętu było jednak oczywiste, że torpeda eksplodowała przedwcześnie, pozostałe zaś torpedy nie trafiły. Dwie minuty później w amerykańskim okręcie usłyszano bardzo silną eksplozję, którą O’Kane określił jako silniejszą niż eksplozja głowicy bojowej oraz odgłosy metalu w implozji. Te odgłosy w połączeniu z relacją dowódcy o tym co widział przez peryskop, upewniły załogę, że japoński okręt podwodny został zatopiony. Jednak po wojnie nie przyznano „Wahoo” zatopienia tego japońskiego okrętu. 15 grudnia „Wahoo” opuścił rejon i 26 grudnia wszedł do Brisbane w Australii, gdzie następnego dnia uzupełnił zapasy. W międzyczasie jednak, 21 grudnia napotkał w drodze do Australii niewielki statek w dogodnej pozycji do ataku, w sektorze który wraz z zapadającą nocą stawał się rejonem patrolu USS Grouper (SS-214). Mimo ocierającego się o niesubordynację ostrego nacisku ze strony O’Kane’a, kmdr Kennedy zrezygnował jednak z próby ataku, wprawiając tym swojego zastępcę w graniczącą z wybuchem wściekłość. Wedle oficjalnego raportu, „Wahoo” ukończył swój drugi patrol 26 grudnia 1942, spędził w morzu 46 dni, z czego 29 dni w wyznaczonym mu rejonie operacyjnym, zatapiając dwie jednostki przeciwnika.

### Dudley „Mush” Morton
Incydent którego był świadkiem Morton, mógł złamać karierę O’Kane’a w marynarce i okryć niesławą „Wahoo”. Sam Morton, który czuł się do tej pory nieco nieswojo pływając jako PCO z człowiekiem, którego miał nadzieję zastąpić za chwilę na stanowisku dowódcy „Wahoo”, pozbył się wszelkich wątpliwości. Co więcej, w gronie oficerów zgromadzonych w mesie oficerskiej, pod nieobecność dowódcy, Morton oznajmił, że zamierza oskarżyć komandora Kennedy’ego o tchórzostwo. Oświadczenie o tak radykalnym zamiarze wywołało szok wśród zgromadzonych. Zgadzali się wprawdzie z opinią, że Kennedy był pozbawiony niezbędnej na tym stanowisku agresji, niepewny i niewystarczająco wyszkolony, nie czuł się dobrze na okręcie podwodnym i nie był obeznany z życiem na nim, ale oskarżenie o tchórzostwo w czasie wojny to niezwykle poważny zarzut. Po przybyciu do Brisbane, O’Kane z kolei obawiał się, że Kennedy nadal pozostanie dowódcą okrętu, a to oznaczać będzie, że Morton otrzyma dowództwo nad innym okrętem. On sam zaś nie wyobrażał sobie dalszego pływania pod dowództwem Kennedy’ego. Zdawał sobie sprawę z tego, że podczas ostatniego zajścia być może jedynie znaki dawane mu przez stojącego za plecami Kennedy’ego Mortona powstrzymały go od wybuchu, po którym prawdopodobnie czekałby go sąd wojenny. Duddley Morton wiedział, iż jest kwestią niedługiego czasu, kiedy otrzyma samodzielne dowództwo któregoś z okrętów podwodnych, jednak po odbytym rejsie z „Wahoo”, z jego załogą wyszkoloną przez Kennedy’ego, chciał otrzymać właśnie ten okręt. Był przekonany, że przy tak dobrym okręcie i tak doskonale wyszkolonej załodze, mała dotychczas liczba zatopień była jedynie rezultatem nieudolnego dowództwa. Opinię tę podzielił poniekąd przebywający w Brisbane admirał James Fife, który zatwierdzając oficjalny raport z patrolu, napisał, że z ośmiu uzyskanych kontaktów jedynie dwa przerodziły się w atak. Co prawda obydwa były skuteczne i zakończyły się zatopieniem jednostek przeciwnika, jednakże w opisanej raportem sytuacji taktycznej, przynajmniej trzy inne kontakty powinny zakończyć się atakiem. W tym czasie jednak, nawet dwa zatopienia były bardzo cenne, toteż adm. Fife odznaczył komandora porucznika Kennedy’ego odznaczeniem Silver Star, na wniosek zaś Kennedy’ego O’Kane, Grider, Paine i Morton otrzymali specjalne wyróżnienie za ich wkład w zatopienie japońskiego okrętu podwodnego. Już wkrótce jednak Morton spotkał się z komandorem Charlesem Styerem, bezpośrednim dowódcą 10 Eskadry Okrętów Podwodnych, w skład której wszedł teraz „Wahoo”, i na prośbę Stayera o ocenę patrolu zasugerował mu tchórzliwość komandora Kennedy’ego. Brak jest potwierdzenia tej informacji, jednak całe spotkanie miało taką właśnie wymowę. Ostre słowa Mortona podczas tego spotkania przypieczętowały los komandora porucznika Kennedy’ego, który został pozbawiony dowództwa „Wahoo”. Został wkrótce przydzielony do funkcji sztabowych, służył następnie jako oficer na tendrze okrętów podwodnych USS Bushnell (AS-15), w dalszej kolejności otrzymał dowództwo niszczyciela USS „Guest” (DD-472). Za swą heroiczną akcję podczas bitwy na Morzu Filipińskim otrzymał nawet drugą Srebrną Gwiazdę. Po latach, już w stopniu kontradmirała, Marvin Kennedy przyznał, że „Wahoo” zasługiwał na bardziej od niego agresywnego kapitana i pozytywnie ocenił decyzję admirała Fife’a o zmianie dowództwa okrętu.
31 grudnia 1942 Morton zastąpił kmdr. Kennedy’ego na stanowisku dowódcy okrętu. Natychmiast po objęciu dowództwa, Morton wprowadził istotną innowację, powierzając obserwację peryskopową swojemu zastępcy Richardowi O’Kane, samemu zajmując się wyłącznie kierowaniem podejściami do celu. Jak to uzasadnił Morton, informując O’Kane’a o swoim zamiarze – podczas ćwiczeń praktycznych z procedur ataku w szkole PCO (Prospective Commanding Officer school), stojący obok znajdującego się przy peryskopie studenta instruktorzy notowali w notatniku każde jego polecenie naprowadzające okręt na dogodną do ataku pozycję i przygotowujące okręt do strzału oraz każdą czynność którą wykonał. Po zakończeniu zaś ćwiczenia wspólnie ze studentem analizowali każdy wydany rozkaz i porównywali go z notatkami instruktorów. Jak stwierdził Morton, stojący z boku instruktorzy zwykle mieli od sekundy do kilku sekund więcej na zastanowienie się, co oznaczało w sumie znacznie więcej czasu na myślenie i w efekcie praktycznie zawsze byli w stanie podać lepsze rozwiązanie. Dla O’Kane’a taka zmiana ról była najbardziej radykalnym pomysłem jaki kiedykolwiek słyszał. Ta niezwykła w okrętach podwodnych organizacja dobrze sprawdzała się jednak we współpracy obu bardzo dobrych oficerów, z których każdy – jak się później okazało – dowodząc samodzielnie okrętem osiągnął najlepsze rezultaty w zwalczaniu nieprzyjacielskiej żeglugi w całej flocie.

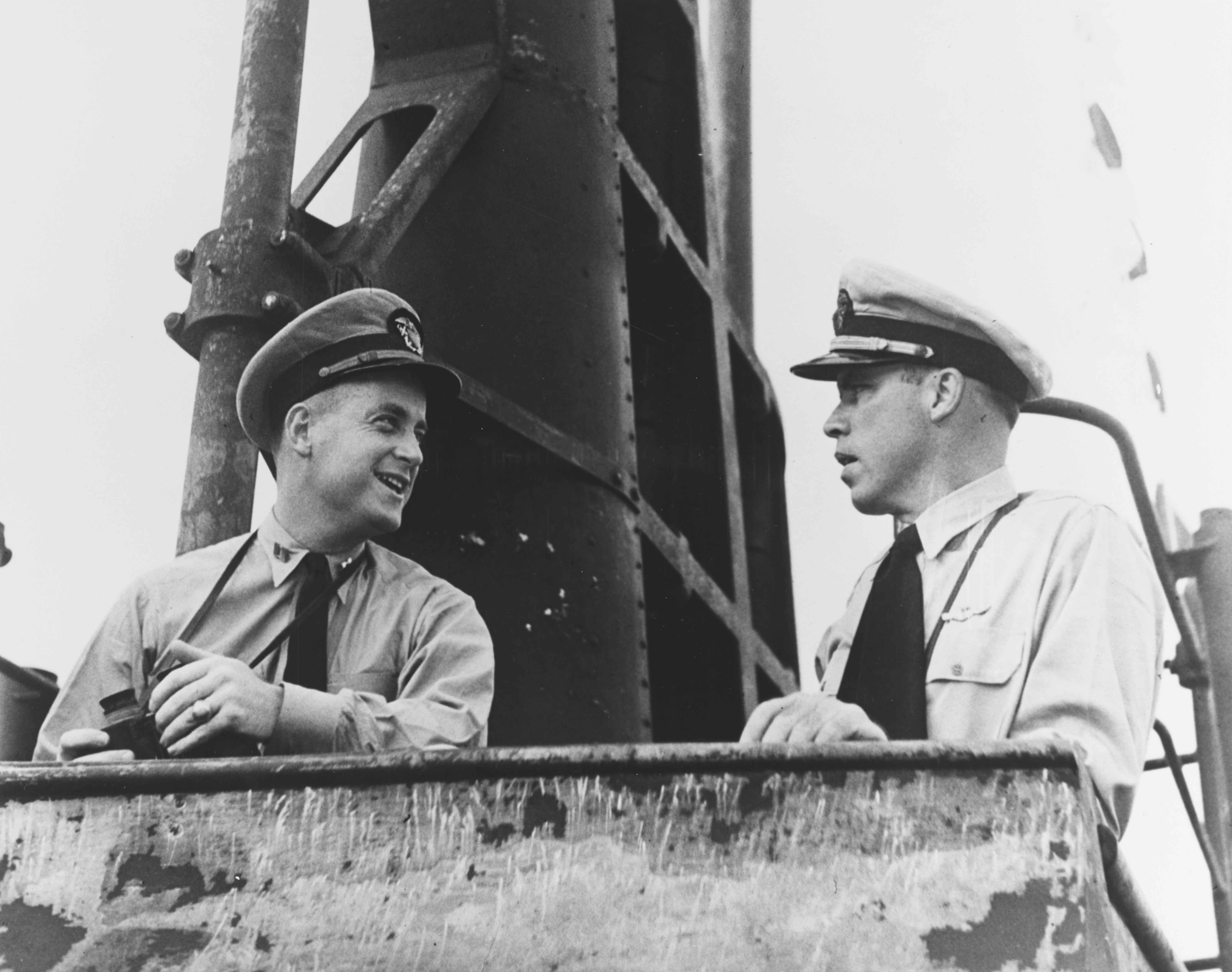
Dudley „Mush” Morton i Richard „Dick” O’Kane wspólnie na mostku USS „Wahoo” (SS-238) w Pearl Harbor 7 lutego 1943, tuż po powrocie z trzeciego patrolu

Inną innowacją wprowadzoną przez Mortona natychmiast po objęciu dowództwa była zmiana systemu obserwacji na mostku. Do tej pory obowiązywał ogólnie przyjęty system monotonnych czterogodzinnych kilkuosobowych wacht, co wywoływało rychły spadek koncentracji i nasilające się objawy znudzenia, w efekcie zaś spadek stopnia spostrzegawczości oraz percepcji otaczającego środowiska i sytuacji taktycznej. W nowym systemie wprowadzonym przez Mortona, wachty na mostku miały trwać jedynie godzinę, a ich skład osobowy był zredukowany, co z jednej strony pozwalało zachować koncentrację, z drugiej strony zmniejszało ilość czasu niezbędną do opuszczenia mostka przez obserwatorów w razie konieczności awaryjnego zanurzenia okrętu. Morton polecił także O’Kane co najmniej godzinę ćwiczeń dziennie z użyciem fiszek przedstawiających zdjęcia statków wszystkich typów w wielu pozycjach, polegających na natychmiastowym wskazywaniu ich kąta względem dziobu okrętu. Podczas zorganizowanego przez Mortona nieformalnego posiłku dla oficerów swojego okrętu, Morton polecił im – bez zważania na obowiązujące rangi i stopnie wojskowe – mówić do siebie „Mush”.

Dzień przed wypłynięciem na patrol, „Mush” Morton zebrał całą załogę i wygłosił przemowę oznajmiającą nowe zasady panujące od tej pory na okręcie oraz zagrzewającą do walki. Wskazał, że „Wahoo” nie jest niezniszczalny i może być stracony, jednak naczelnym celem wszelkich działań ludzi i okrętu jest zatapianie japońskich jednostek. Dał przy tym pół godziny czasu każdej osobie, która nie akceptuje nowych zasad bądź nie jest gotowa na nowy styl działania okrętu, na zgłoszenie zamiaru opuszczenia okrętu i pozostania w Brisbane, bez jakichkolwiek konsekwencji służbowych oraz negatywnych komentarzy. Wprowadzona jednak do tego czasu przez Mortona atmosfera na pokładzie, stopień wzajemnego zaufania oraz sposób motywowania przez dowódcę, nie pozwoliły komukolwiek na opuszczenie okrętu i towarzyszy. Osoba specjalnie wyznaczona do odebrania oświadczeń o woli pozostania na lądzie spędziła pół godziny oczekując na zgłoszenia w niepokoju, co będzie jeśli okaże się, że zrezygnować chce pół załogi. Dla większości załogi pierwsze dni po objęciu dowództwa przez Mortona pokazały jak znacznie „Mush” przewyższa poprzednika. Przemowa Mortona pozostawiła jednak u niektórych członków załogi osad niepokoju. Jak wspominał George Grider, późniejszy adwokat i kongresmen: 

Był czas podczas drugiego patrolu, kiedy jego opinie sugerowały brak ostrożności. Jedną rzeczą jest bycie agresywnym, inną zaś bycie ryzykanckim. Byłoby błędem myśleć, że przeciętny człowiek nigdy nie myśli o sobie. Większość z nas kalkulując ryzyko, uświadamia sobie, że jesteśmy więcej warci dla marynarki żywi niż martwi. Jesteśmy więcej warci dla naszych żon i dzieci. Kiedy jednak Mush wyjaśniał swoją taktykę, jedynym ryzykiem jakie zauważał było ryzyko nie zatopienia wrogich jednostek.

### Trzeci patrol

#### Rozpoznanie portu Wewak

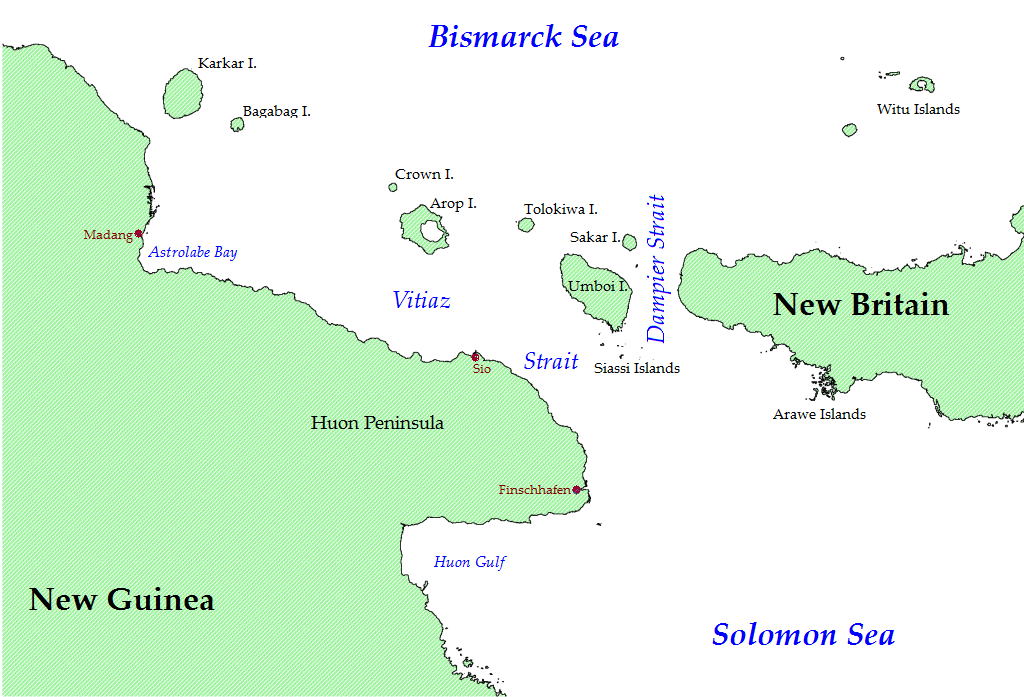
Cieśnina Witiaz między Nową Gwineą i Nową Brytanią, łącząca Morze Bismarcka z Morzem Salomona, którą USS „Wahoo” pokonał od strony południowej

16 stycznia 1943 okręt był przygotowany do kolejnego rejsu i po odbyciu testów sprawności systemu akustycznego wypłynął na swój trzeci patrol w rejon Wewak na Papui-Nowej Gwinei. Jego zadaniem było przeprowadzenie rozpoznania japońskiej bazy zaopatrzeniowej na północnym wybrzeżu Nowej Gwinei i zwalczanie zauważonego tam przez rozpoznanie lotnicze ruchu statków. Okręt nie posiadał jednak dokładnych map tego rejonu, na których Wewak byłby oznaczony. Jeden z członków załogi, w trakcie pobytu okrętu w Brisbane, zakupił atlas szkolny w prezencie dla swoich dzieci. Jedna z map atlasu, choć zawierała błędy skali, przedstawiała położenie portu. Załoga wykorzystując naprędce skonstruowane urządzenie składające się z aparatu fotograficznego i lampy sygnałowej jako projektora, dokonała rzutu obrazu z atlasu na mapę morską, co umożliwiło ręczne dorysowanie na niej zarówno Wewak, jak i otaczającej port bariery wysepek. Pokonując przy świetle dziennym, na powierzchni i przy pełnej prędkości ponad 20 węzłów, wąską cieśninę Witiaz, odległą zaledwie 48 kilometrów od japońskich lotnisk na Nowej Brytanii, Morton naruszył normalne procedury nakazujące w takich sytuacjach pokonywanie cieśniny w zanurzeniu. W celu zwiększenia bezpieczeństwa okrętu, dowódca wystawił jedynie dwóch dodatkowych obserwatorów na mostku, którzy wyposażeni w specjalne okulary, mieli obserwować czy nieprzyjacielskie samoloty nie zbliżają się do okrętu od strony słońca. Wchodząc na ten akwen, Morton dostosował się do rozkazu operacyjnego, przewidującego dostosowanie prędkości okrętu tak, aby umożliwić rekonesans przy świetle dziennym, w miejscu o współrzędnych 4S, 144E, w pobliżu portu Wewak.

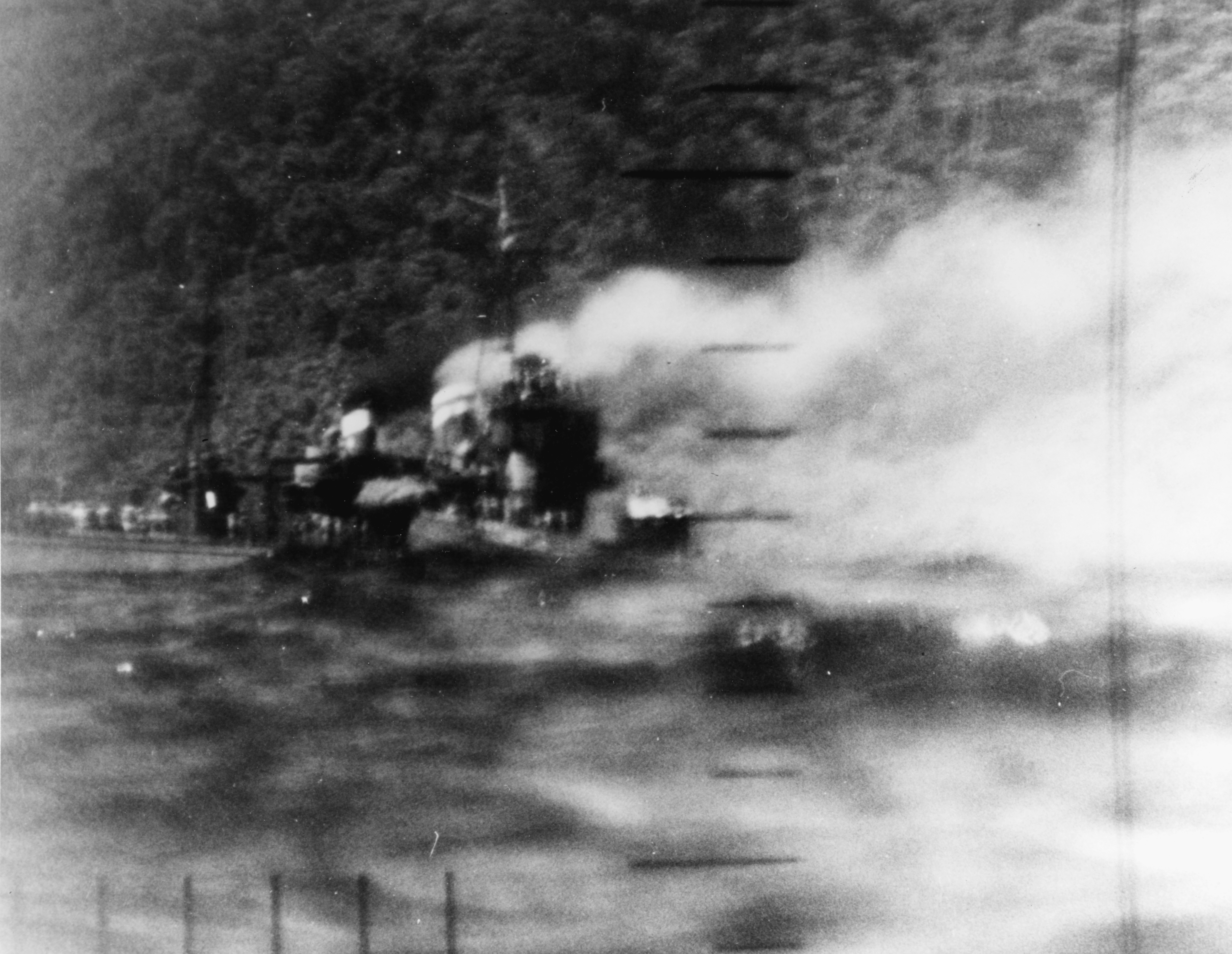
Wykonane z peryskopu zdjęcie trafionego torpedą „Harusame”. Okręt mimo ciężkiego uszkodzenia został później naprawiony i przywrócony do służby. Po przeprowadzeniu w czasie wojny wywiadowczej analizy tego zdjęcia, uznano iż przedstawia ono niszczyciel typu Asashio, jednakże struktura mostka tej jednostki wskazuje, że trafiony został okręt typu Shiratsuyu z usuniętym pojedynczym działem kalibru 127 mm.

24 stycznia 1943 „Wahoo” dopłynął do wyspy Kairiru i skierował się na zachód, gdzie natrafił na stojący w miejscu tender z kilkoma mniejszymi jednostkami, w miarę jednak zmniejszania odległości, tender okazał się być niszczycielem, mniejsze jednostki zaś okazały się okrętami podwodnymi, prawdopodobnie typu Ro. Amerykański okręt próbował podejść tak blisko portu jak to możliwe, zmuszony został jednak do nagłego wycofania się z powodu zagrożenia wpadnięciem na płytkie dno. Po zakończeniu tego manewru okazało się, że niszczyciel, który jak sądzono w centrali „Wahoo” stoi na kotwicy, ruszył z miejsca. Wystrzelona w jego kierunku z odległości 1650 metrów pod kątem 110° salwa trzech torped chybiła celu mijając japoński okręt za rufą, okazało się bowiem iż dokonane pospiesznie obliczenia prędkości bez uprzedniego śledzenia niszczyciela były błędne. Zaalarmowany nimi japoński niszczyciel, którym jak ustalono do tego czasu miał być „Harusame” typu Shiratsuyu, za pomocą manewru uniknął czwartej torpedy, po czym skierował się wprost na okręt dowodzony przez Mortona. Sprzeczne informacje źródłowe nie pozwalają jednoznacznie ustalić, kto w rzeczywistości obserwował w trakcie tego ataku nieprzyjacielski okręt. Według jednych źródeł, przez okular peryskopu kontrolował sytuację O’Kane, inne zaś podejmowanie bezpośrednich decyzji przypisują samemu Mortonowi. Dowódca amerykańskiej jednostki zdecydował się wystrzelić piątą torpedę do płynącego wprost na „Wahoo” – a więc stanowiącego cel o bardzo niewielkim przekroju – niszczyciela, wyczekując jednak aż nieprzyjacielski okręt znajdzie się w odległości mniejszej niż 1000 do 1200 jardów (przy większej japoński dowódca z łatwością wyminąłby torpedę), ale nie mniejszej jednak niż 700 jardów (by torpeda zdążyła się uzbroić). Wystrzelona po chwili piąta torpeda także chybiła celu, pozostawiając w dziobowych wyrzutniach torpedowych ostatnią torpedę, przy braku czasu na załadowanie kolejnych bądź odwrócenie okrętu w celu użycia wyrzutni rufowych. Bardzo niewielka odległość znajdującego się w płytkiej wodzie „Wahoo” od płynącego na niego z maksymalną szybkością niszczyciela oraz świadomość konieczności trafienia pojedynczą (zawodną) torpedą w bardzo wąski cel, wywołała najwyższe napięcie wśród załogi, zdającej sobie sprawę z groźby sytuacji. Szóstą torpedę „Wahoo” wystrzelił z odległości prawdopodobnie mniejszej niż 750 jardów (685 metrów), jednakże ten pocisk okazał się celny i, co równie ważne, eksplodował po trafieniu w okolicy śródokręcia, łamiąc okręt w połowie i powodując eksplozję kotłów. Przekonany o całkowitym zniszczeniu niszczyciela Morton bezpiecznie oddalił „Wahoo” z miejsca ataku. Ciężko uszkodzony „Harusame” tymczasem, z niemal złamanym kilem, wyrzucił się na brzeg, aby uniknąć zatonięcia.

#### Buyo Maru
Następnego dnia około 8 rano „Wahoo” trafił na niewielki sampan. Na jego pokładzie znajdowało się sześciu wynędzniałych ludzi oraz trzy ciała. Byli to malezyjscy uciekinierzy. Jedna z obecnych na pokładzie osób była ociemniała, wszyscy zaś na skraju śmierci głodowej, z trudem podnoszący ręce do góry, w geście poddania się. Przed odpłynięciem, Morton rozkazał zaopatrzyć sampan w owoce, puszki z żywnością, chleb, papierosy oraz wodę.

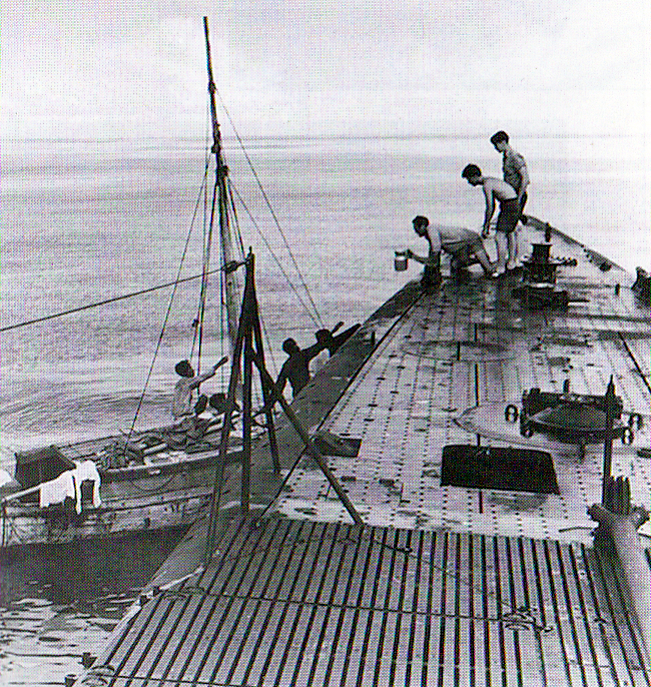
Członkowie załogi USS „Wahoo” zaopatrują malezyjskich uciekinierów w żywność, papierosy i wodę

26 stycznia okręt podwodny wykrył trzy jednostki, w tym dwa frachtowce, jeden wielki transportowiec oraz tankowiec. Z powodu niewielkiej odległości oraz zygzakowania płynących bez eskorty statków, Morton doszedł do wniosku, że korzystniejszy będzie atak z użyciem rufowych wyrzutni torpedowych. Okręt podwodny odpalił więc po dwie torpedy do dwóch frachtowców. Pierwsza para pocisków trafiła w dziób i rufę statku wiodącego, druga jednostka została trafiona jedynie jedną torpedą, ponieważ w szybko zmieniającej się sytuacji, elektro-mechaniczny TDC (Torpedo Data Computer) nie zdążył przetworzyć ostatnich spływających informacji. Załoga „Wahoo”, nie czekając na wyniki pierwszej salwy, przygotowywała tymczasem okręt do ataku za pomocą gotowych do strzału torped z sześciu wyrzutni dziobowych. Po chwili wzrokowej obserwacji, na „Wahoo” odnaleziono dwie kolejne jednostki – transportowiec wojska oraz zbiornikowiec. Pierwszy z nich był uszkodzony – pochylony na sterburtę oraz z zanurzoną rufą, drugi zaś wolno płynął wprost na „Wahoo”. Jeden z amerykańskich marynarzy, zbyt szybko wcisnął przycisk strzału torpedowego, zanim cel został właściwie namierzony, a komputer kontroli ognia zaopatrzony w prawidłowe dane celu, toteż zbyt wcześnie wystrzelona torpeda chybiła, zdradzając jednocześnie dowódcy transportowca kierunek, z którego należy się spodziewać kolejnego ataku. Transportowiec zaczął obracać się dziobem w kierunku „Wahoo”, w międzyczasie ukazując mu jednak całą szerokość swojej burty. „Wahoo” wystrzelił w nią dwie torpedy, które eksplodowały w celu. Druga jednostka wciąż jednak zmierzała w kierunku „Wahoo”, najwyraźniej w zamiarze staranowania go. Z wystrzelonych w nią dwóch torped, jedna eksplodowała przedwcześnie, druga trafiła wprawdzie cel, jednak jej głowica bojowa nie zdetonowała. Wściekły Morton skomentował zdarzenie stwierdzeniem, że wadliwe torpedy kiedyś zabiją ten okręt z całą załogą. Tymczasem załoga amerykańskiego okrętu była pełna uznania dla odwagi kapitana japońskiego statku, który mimo nieprzyjacielskich torped uparcie dążył do staranowania wrogiego okrętu podwodnego. Jak później pisał cytowany już wcześniej George Grinder: „Miałem wyższy szacunek dla kapitana tego frachtowca, niż dla jakiegokolwiek innego wrogiego dowódcy, przeciwko któremu walczyłem”. Morton tymczasem zadawał sobie sprawę z tego, że japoński statek może staranować za chwilę jego okręt, istniała możliwość, że posiada na swoim pokładzie bomby głębinowe. Przerwał więc atak i rozkazał zwiększyć zanurzenie poniżej 100 stóp (30 metrów) i zwiększyć prędkość do maksymalnie możliwej pod wodą. Tymczasem kakofonia podwodnych eksplozji i huków pękającej stali poprzednio trafionych jednostek ogłuszyła sonar okrętu podwodnego do tego stopnia, iż nie było możliwe stwierdzenie za jego pomocą co dzieje się na powierzchni. „Wahoo” musiał więc czekać pod wodą na uciszenie środowiska i dopiero wówczas przeprowadzić nasłuch w celu stwierdzenia czy możliwe jest bezpieczne przejście na głębokość peryskopową i zorientowanie się w sytuacji. Po wyjściu na głębokość peryskopową okazało się, że jeden z frachtowców zatonął, drugi oddalał się powoli, a transportowiec stał nieruchomo. Morton zbliżył swój okręt na odległość 1000 jardów (914 metrów) i odpalił torpedę, która jednak nie eksplodowała, co zmusiło „Wahoo” do wystrzelenia kolejnej. Jej detonacja w celu dokładnie pod kominem wywołała ożywiony ruch na pokładzie japońskiego statku, a liczni żołnierze – których liczbę Morton ocenił na kilka tysięcy – zaczęli skakać do wody. W międzyczasie oddalający się wolno frachtowiec, który usiłował wcześniej staranować „Wahoo”, dołączył do tankowca i oba statki odpłynęły. Dowodzący okrętem Morton postanowił chwilowo nie ścigać tych jednostek – ponieważ akumulatory okrętu były niemal całkowicie wyczerpane, postanowił najpierw naładować je w wynurzeniu. Zatopiony transportowiec został też zidentyfikowany jako „Buyo Maru”. Wkrótce na wodzie zaroiło się od tratw ratunkowych i łodzi różnych rozmiarów, bardzo wielu żołnierzy pływało w kamizelkach ratunkowych. Na horyzoncie dostrzeżono liczne łodzie rybackie i inne małe jednostki spieszące na pomoc.

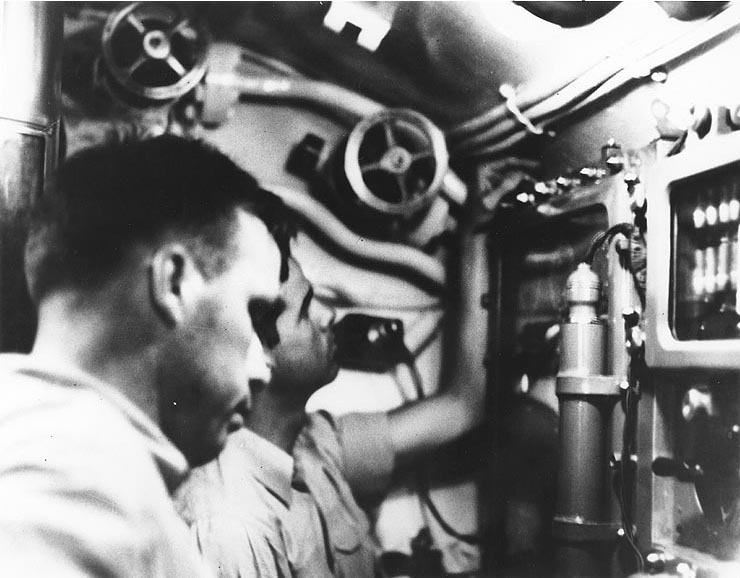
Morton i O’Kane w centrali w trakcie ataku na „Buyo Maru”

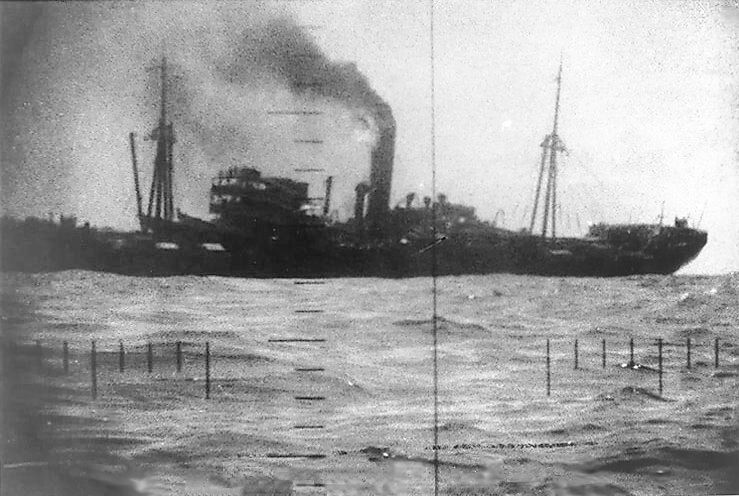
26 stycznia 1943 roku, „Buyo Maru” tonie po storpedowaniu. Widok z peryskopu USS „Wahoo”.

Morton podjął decyzję o ostrzelaniu z działa łodzi rozbitków z transportowca, podnosząc, że ratują one japońskich żołnierzy, którzy wobec bliskości do brzegu, wkrótce będą strzelać do Amerykanów. Morton wydał polecenie oddania jednego strzału z działa o kalibrze 4 cali (102 mm) do każdej z łodzi, nakazał też utrzymanie w gotowości broni maszynowej celem zapobieżenia wchodzeniu rozbitków na pokład okrętu podwodnego, której należało użyć jedynie na wyraźny odrębny rozkaz Mortona. Po wynurzeniu okrętu obsługa działa zaczęła przygotowywać je do strzelania, po chwili zaś Morton rozkazał otworzyć ogień do największej z łodzi. W oficjalnym raporcie z tego patrolu Morton i O’Kane napisali:

Otworzono ogień z działa 4” do największej barki załadowanej żołnierzami. Mimo że wszyscy żołnierze wyskoczyli do wody, nasz ogień spotkał się z odpowiedzią broni maszynowej małego kalibru. W takiej sytuacji otworzyliśmy ogień z wszystkiego co mieliśmy. Później obraliśmy kurs 085 stopni i odpłynęliśmy przy największej możliwej prędkości, aby wyprzedzić uszkodzony frachtowiec oraz tankowiec.

Po chwili na pokładzie „Wahoo” doszło do eksplozji. Okazało się, że pocisk działka 20 milimetrów utknął i eksplodował w zamku, raniąc dwóch marynarzy „Wahoo”. Jeden z rozbitków płynąc w wodzie starał się zbliżyć do „Wahoo” z zamiarem wrzucenia na jego pokład trzymanego w ręce granatu, został jednak zastrzelony przez jednego z członków załogi z pistoletu kalibru.45 (11,43 mm). Według późniejszych ustaleń, na statku przewożonych było 1126 osób, w tym także 491 jeńców wojennych, głównie indyjskich, lecz także kilku Brytyjczyków, którzy wykorzystywani byli przez Japończyków do niewolniczej pracy. Niektórzy z nich w amerykańskim okręcie podwodnym upatrywali jedyną nadzieję na ocalenie, toteż usiłowali zwrócić na siebie uwagę amerykańskich marynarzy okrzykami „POW! POW!” (Prisoner of War), próbowali też trzymać w ręce coś białego, aby dać Amerykanom do zrozumienia, że nie wszyscy w wodzie są japońskimi żołnierzami. Jednak w ogólnym zgiełku i przy huku silników Diesla okrętu podwodnego, nikt na mostku nie usłyszał ich ani nie zwrócił na nich uwagi. Po umundurowaniu japońskich żołnierzy Morton rozpoznał w nich piechotę morską, co wzmocniło w nim przekonanie, że ci żołnierze nie powinni przetrwać, aby następnego dnia zabijać Amerykanów. Wkrótce jednak dowódca „Wahoo” postanowił zacząć ścigać tych japońskich żołnierzy, którzy przeżyli jego torpedy na dwóch pozostałych statkach, które tymczasem uciekły. W ten sposób jedna z najbardziej kontrowersyjnych bitew morskich II wojny światowej dobiegła końca, po 18 minutach od zatopienia „Buyo Maru”. Spośród osób znajdujących się na statku w chwili storpedowania, w wyniku storpedowania oraz ostrzału artyleryjskiego, oraz karabinów maszynowych śmierć poniosło 195 żołnierzy indyjskich oraz 87 japońskich. Inną relację ze zdarzenia złożył O’Kane, który stwierdził, że Morton nie nakazał strzelać do rozbitków, lecz zniszczyć ich łodzie.

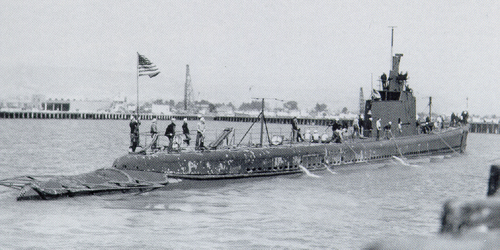
„Wahoo” opuszczający Mare Island

Po powrocie do walki, dowódca „Wahoo” zdecydował się zaatakować w pierwszej kolejności uciekający zbiornikowiec, który płynął nieuszkodzony do tej pory i był bardziej manewrowy. Jako że w międzyczasie zrobiło się zbyt ciemno, aby dokonać pomiaru odległości za pomocą peryskopu, „Wahoo” wystrzelił do tankowca  Pacific Maru (5872 BRT) trzy torpedy wachlarzem. Jedna z torped trafiła statek i eksplodowała u celu, jednakże ku zaskoczeniu załogi „Wahoo”, tankowiec płynął dalej. Morton obrócił „Wahoo”, aby za pomocą wyrzutni rufowych zaatakować frachtowiec – okręt miał w tym momencie już tylko cztery torpedy, wszystkie na rufie. Jednakże kapitan japońskiej jednostki zobaczył w ciemnościach wystarczająco wiele, aby wykonać zwrot i próbować ujść. Tymczasem oficerowie pod pokładem „Wahoo” ponownie wyrażali podziw i uznanie dla ducha i waleczności tego człowieka. Tej bezksiężycowej tropikalnej nocy, szczęśliwie dla amerykańskiego okrętu, oba uszkodzone statki poruszały się blisko siebie. Sytuacja nie była bowiem wcale komfortowa dla „Wahoo”. Miał co prawda przed sobą dwa bezbronne statki, które uciekając nie mogły oczekiwać znikąd pomocy, z drugiej jednak strony, wszystkie torpedy jakimi dysponował „Wahoo” umieszczone były na rufie okrętu. Okręty typu Gato nie były przystosowane do płynięcia rufą do przodu z pełną prędkością. Ich konstrukcja hydrodynamiczna i siła wody napierającej na stery powodowały, że przy pełnej prędkości okręt wykonywał gwałtowne skręty, raz w jedną raz w drugą stronę, toteż utrzymanie kursu było utrudnione, zaś załoga wewnątrz miotana była siłą bezwładności. Po krótkiej naradzie z Mortonem, O’Kane wydał więc rozkaz wystrzelenia dwóch z czterech torped w tankowiec, pozostałe dwie pozostawiając dla frachtowca. O godzinie 20.25 „Wahoo” wystrzelił dwie torpedy w zbiornikowiec, z których druga minutę i dwanaście sekund później trafiła tuż za jego śródokręciem, przełamując statek w pół. Sekundy po eksplozji fala uderzeniowa powstała po wybuchu wstrząsnęła „Wahoo”, a tankowiec zatonął natychmiast. Tymczasem nad wodą zaczął pojawiać się księżyc i istniała obawa, że korzystając z lepszej widoczności, tak dobry kapitan jak dowódca japońskiego statku zdoła ponownie umknąć „Wahoo”. Okręt przepłynął obok miejsca zatonięcia tankowca, w którym nad wodą widać jedynie jego szybko zanurzającą się rufę. W miarę zbliżania się „Wahoo” kursem równoległym do uciekającego frachtowca, ten zaczął desperacko ostrzeliwać się z małych działek. Jakkolwiek żaden z pocisków nie trafił bezpośrednio w „Wahoo”, jeden z pocisków eksplodował tuż przed okrętem, opryskując mostek wodą i zmuszając „Wahoo” do zanurzenia. Zły Morton zadał głośno retoryczne pytanie, jak japońska załoga przy tak słabym świetle mogła zobaczyć „Wahoo” wystarczająco dokładnie, aby właściwie określić odległość, co O’Kane skwitował stwierdzeniem „Ci faceci są cholernie dobrzy!”. „Wahoo” zmuszony został do przeczekania w zanurzeniu kilkunastu minut, dopóki eksplozje pocisków frachtowca przestaną być słyszalne, śledził go jednak cały czas za pomocą sonaru.

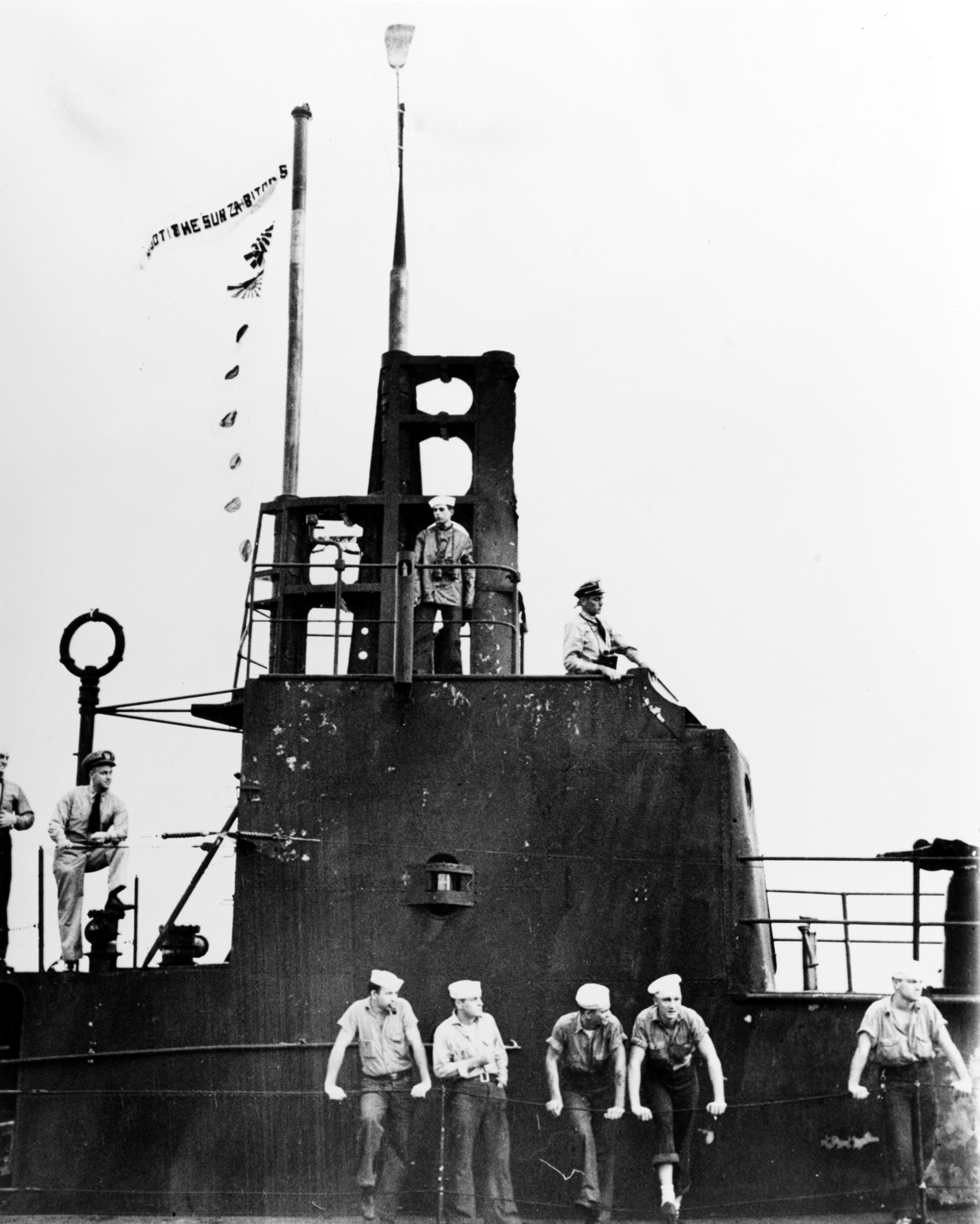
„Wahoo” w Pearl Harbor 7 lutego 1943 roku tuż po powrocie z trzeciego patrolu. Na szczycie peryskopu bojowego widoczna tradycyjna w US Navy miotła oznaczająca zwycięstwo („morze wymiecione do czysta”). Widoczne też proporczyki oznaczające zgłaszane zatopienie dwóch okrętów i sześciu statków. Morton widoczny na mostku, O’Kane zaś pod okrągłą anteną radionamiernika. Wojenna cenzura usunęła ze zdjęcia maszt radaru. Zwraca uwagę zmieniony kształt kiosku (patrz zdjęcie z prawej strony), po kolejnej wizycie w Mare Island.

Dowódca amerykańskiego okrętu postanowił przeczekać do świtu i wykonać atak wczesnym rankiem. Po wypłynięciu na powierzchnię, z mostku okrętu zauważono silny strumień światła „szperacza” przeszukującego powierzchnię oceanu. Jak podejrzewał Morton, mogło to być światło niszczyciela, spieszącego na pomoc frachtowcowi. Podjął zatem decyzję o natychmiastowym ataku torpedowym na statek, za pomocą obu pozostałych jeszcze torped. Wystrzelone w linii, w odstępie 15 sekund, obie trafiły i eksplodowały po około trzech minutach u burty frachtowca. Japońska jednostka przechyliła się na burtę, po czym złamała się na dwie duże części. Jedna z nich zatonęła. Załoga nie mogła stwierdzić zatonięcia drugiej, bowiem wobec zbliżania się niespodziewanej wcześniej eskorty, dowódca „Wahoo” wydał rozkaz zanurzenia. Jak się okazało, jednostką która się pojawiła, był przebudowany na krążownik pomocniczy statek handlowy, „Chako Maru 2”, który wobec zużycia wszystkich torped przez „Wahoo”, stanowił dla niego duże zagrożenie. Podczas rozmów z oficerami w mesie oficerskiej, Morton wyraził zawód, że z powodu braku torped nie może zaatakować krążownika, ponownie też wyraził podziw dla kapitana japońskiego frachtowca, który tak dzielnie stawiał mu opór i walczył o życie, i kosztował „Wahoo” w sumie aż cztery torpedy. Dowódca udał się następnie w głąb okrętu, aby osobiście podziękować każdemu z załogi za wysiłek ostatnich dni.
Dowództwo Floty Pacyfiku prawdopodobnie zakładało, że „Wahoo” właśnie powinien wchodzić do wyznaczonego mu rejonu patrolu w pobliżu Chuuk (Truk), tymczasem z uwagi na obowiązującą ciszę radiową, Morton nie powiadomił dowództwa o sytuacji: że okręt nawet nie zbliżył się do wyznaczonego rejonu, że wyczerpał cały zapas torped, a także że zatopił wrogi okręt wojenny i cały konwój. Załoga miała świadomość tego, że po raz pierwszy w historii US Navy, amerykański okręt podwodny zatopił pięć jednostek wroga, zanim zdołał dotrzeć do wyznaczonego mu docelowego rejonu patrolu. Wobec braku torped okręt musiał jednak wrócić do Pearl Harbor, a na to potrzebował zgody dowództwa. Zmuszony był zatem do przerwania ciszy radiowej i nadania zaszyfrowanego komunikatu do dowództwa.

Następnego dnia „Wahoo” trafił na kolejny konwój. Pozbawiony torped Morton postanowił zaatakować na powierzchni z działa ostatnią z sześciu jednostek. Liczył na to, że amerykański atak, wobec braku u Japończyków świadomości tego iż „Wahoo” nie jest uzbrojony w swą najgroźniejszą broń, wywoła panikę wśród załóg pozostałych statków, które zaczną uciekać zamiast użyć swoich dział, które zapewne kilka z nich posiada. Kiedy jednak „Wahoo” na pełnej prędkości przygotowywał się do ataku na ostatni z zespołu statków, spomiędzy nich wypłynął nie dostrzeżony wcześniej japoński niszczyciel, szybko zbliżając się do amerykańskiego okrętu i ostrzeliwując go ze swoich dział. Chcąc uniknąć trafienia, które mogło zakończyć się tragicznie dla „Wahoo”, okręt podwodny natychmiast zanurzył się z pełną prędkością, schodząc błyskawicznie na niemal maksymalną dostępną dla siebie głębokość 400 stóp, gdzie przetrwał atak niszczyciela za pomocą 6 bomb głębinowych. Spowodowane eksplozjami wstrząsy wywołały awarię oświetlenia, pod pokładem latały chaotycznie drobne kawałki metalu niegroźnie raniąc kilku członków załogi. Atak japońskiego niszczyciela nie trwał jednak długo, gdyż jego dowódca obawiał się prawdopodobnie obecności innych wrogich okrętów podwodnych, nie chciał więc pozostawiać statków bez eskorty. Po wynurzeniu się, Morton nadał do dowództwa kolejny, żartobliwy tym razem w tonie, komunikat: 

Another running gun battle today... Wahoo runnin’, destroyer gunnin’.

(Kolejna bitwa artyleryjska dzisiaj... „Wahoo” ucieka, niszczyciel strzela). Na „Wahoo” odebrano też dwie wiadomości skierowane bezpośrednio do niego, gratulujące mu dotychczasowych zwycięstw, w tym jedną od admirała Charlsa Lockwooda, dowódcy sił podwodnych Floty Pacyfiku, utrzymaną w jego specyficznym tonie. Morton postanowił udać się w kierunku wyspy Fais, aby ogniem artyleryjskim ostrzelać tamtejszy zakład przetwarzający fosforyty, plan ten jednak nie powiódł się w wyniku nieoczekiwanego pojawienia się uzbrojonego parowca. USS „Wahoo” powrócił więc do Pearl Harbor.
Po zakończeniu trzeciego patrolu, „Wahoo” trafił na czołówki gazet w całej Ameryce, co było zdarzeniem bez precedensu, gdyż marynarka amerykańska przez całą wojnę utrzymywała działania swoich okrętów podwodnych w ścisłej tajemnicy. W tym wypadku jednak, admirał Lockwood postanowił uczynić wyjątek. Wśród opisów jego dokonań nie było informacji o zdarzeniach po zatopieniu „Buyo Maru”. Morton otrzymał swój pierwszy Navy Cross, zaś generał MacArthur za jego „atak na wrogi konwój zmierzający do wzmocnienia sił wroga w Nowej Gwinei” nadał Mortonowi Distinguished Service Cross, „Wahoo” zaś otrzymał Presidential Unit Citation, oraz przydomek „One-Sub Wolf-Pack” – jednookrętowe wilcze stado od admirała Lockwooda.
Po przeanalizowaniu wszystkich ataków, Pearl Harbor uznało Mortonowi wszystkie zatopienia: niszczyciela w Wewak, transportowca, dwóch frachtowców i tankowca, łącznie pięciu jednostek 32 000 ton brutto. Powojenne analizy jednak znacznie zmniejszyły te liczby. Niszczyciel nie zatonął, lecz został wyrzucony na brzeg i później naprawiony, podobnie jak tankowiec. Ostatecznie Mortonowi zaliczono transportowiec „Buyo Maru” (5 300 BRT), frachtowiec „Fukuei Maru” (2 000 BRT) oraz „nieznany Maru” o pojemności 4000 BRT, łącznie 11 300 BRT. W swoim raporcie Morton opisał zabicie setek bądź tysięcy rozbitków z transportowca. Dla niektórych ze środowiska amerykańskiej floty podwodnej było to odrażające zabójstwo z zimną krwią, jednakże nikt nie podnosił tej kwestii. Wielu podwodniaków – wobec splendoru i rozgłosu jakie stały się udziałem Mortona i załogi „Wahoo” – uznało to za ciche przyzwolenie najwyższego dowództwa na takie zachowania. W rzeczywistości, ani admirał Lockwood, ani admirał Fife, ani też Christie nigdy nie opublikowali dokumentu ustanawiającego amerykańską politykę w tym względzie. Kwestia czy inni dowódcy powinni naśladować Mortona, została więc pozostawiona do ich indywidualnej oceny. Kilku z nich zdecydowało się go naśladować.

### Czwarty patrol
Po trzecim patrolu przeprowadzono remont, w czasie którego na żądanie Mortona zamontowano kolejne działko 20 mm na pozycji za kioskiem, na miejscu armaty 102 mm przeniesionej przed mostek. 15 lutego, po uzupełnieniu zapasów i zapewnieniu minimalnego odpoczynku załodze, USS „Wahoo” uzyskał status okrętu o odtworzonej gotowości bojowej. W tym czasie na okręcie zameldował się Duncan MacMillan, który miał objąć dowództwo „Wahoo” zanim okręt został przydzielony kmdr Kennedy’emu, a który tym razem miał odbyć swój rejs PCO. Okoliczność tę Morton uznał za nader sprzyjającą, gdyż MacMillan cieszył się opinią znakomitego specjalisty w zakresie układów napędowych okrętów podwodnych. Przez następne dwa dni trwały ćwiczenia, po czym okręt wszedł na krótko do suchego doku, po opuszczeniu którego, 23 lutego wyszedł na swój kolejny czwarty patrol udając się w kierunku Midway. Na wyspy przypłynął cztery dni później. Po przyjęciu dodatkowych zapasów, wypłynął do swojego sektora operacyjnego na Morzu Południowochińskim i – przede wszystkim – w najbardziej na północ wysuniętej części Morza Żółtego, w pobliżu rzeki Jalu i portu Dalian, gdzie amerykańskie okręty podwodne jeszcze dotąd nie operowały.

Wyznaczony rejon operacyjny „Wahoo” w IV patrolu, u podstawy Półwyspu Koreańskiego, między rzeką Jalu i miastem Dalian

Jednym z powodów tego była bardzo niewielka głębokość akwenu – średnio około 36 metrów. Rejs „Wahoo” był więc dziewiczym patrolem amerykańskiej floty podwodnej na tym obszarze, lecz w związku z brakiem aktywności amerykańskich okrętów podwodnych, Morton spodziewał się zastać tam duży ruch japońskich statków. Zawczasu też Morton wyznaczył na ten rejs grupę abordażową, co wpłynęło na duży wzrost morale załogi. Po wyjściu w kierunku wyznaczonego rejonu, Morton naruszył obowiązujące procedury, rozkazując wywiesić na całym okręcie tajne mapy rejonu patrolu. Uznał bowiem obowiązujące w tym względzie zasady za absurdalne, skoro w trakcie rejsu nikt z załogi nie mógł przekazać informacji o nich poza okręt, z drugiej zaś strony, był przekonany, że załoga ma prawo wiedzieć dokąd płynie. 11 marca Morton przybył do wyznaczonego obszaru patrolowania, płynąc wzdłuż szlaków komunikacyjnych między Nagasaki a Formozą oraz Shimonoseki i Formozą. 19 marca 1943 „Wahoo” zatopił jedną torpedą frachtowiec „Zogen Maru”, a cztery godziny później wystrzelił dwie torpedy do „Kowa Maru”. Pierwsza z nich zrobiła duży otwór w kadłubie japońskiej jednostki poniżej fokmasztu, nie zatopiła jej jednak. Druga torpeda uderzyła w kadłub „Kowa Maru” w rejonie śródokręcia, jednakże nie eksplodowała. Zmusiło to „Wahoo” do wystrzelenia dwóch kolejnych torped, te jednakże zostały wymanewrowane przez japoński frachtowiec. Co gorsza, japońska jednostka, której udało się ujść, z całą pewnością powiadomiła o amerykańskim ataku, co kosztowało „Wahoo” utratę tajemnicy swojego działania na tym akwenie, a w konsekwencji kolejnych celów. Patrolując następnie wzdłuż wybrzeża koreańskiego, 21 marca przechwycił duży frachtowiec „Hozen Maru”, zatapiając go trzecią z czterech wystrzelonych torped. Cztery godziny później napotkał frachtowiec „Nittsu Maru”, do którego wystrzelił wachlarzem salwę trzech pocisków, z których dwa trafiły statek, jeden pod mostkiem, drugi zaś pod głównym masztem.

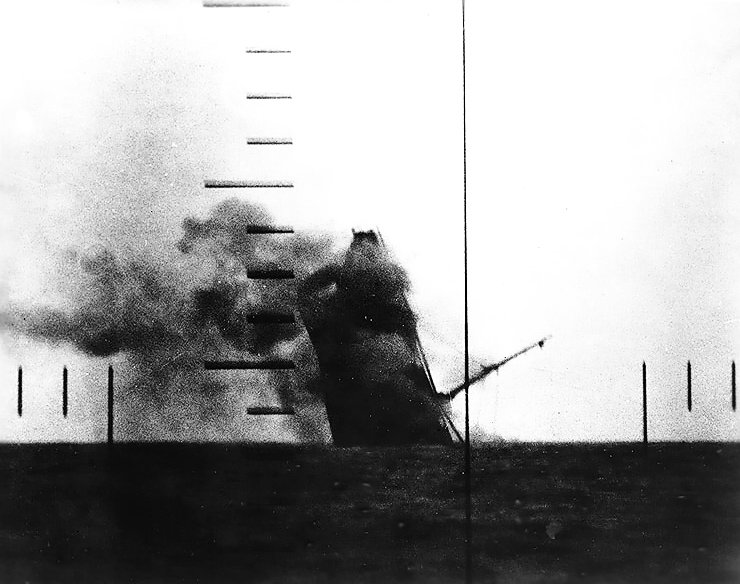
Tonący pionowo „Nittsu Maru”

Frachtowiec zatonął pionowo w ciągu trzech minut, a trzech ocalałych rozbitków zignorowało wszelkie próby ich ocalenia, toteż po zabraniu na pokład kilku unoszących się na wodzie pozostałości po zatopionym statku, „Wahoo” kontynuował patrol na powierzchni morza, kierując się w stronę cypla Szantung. 22 marca skierował się ku kanałowi Laotieshan, dookoła Port Arthur, gdzie znalazł się wśród wielu celów. Pierwszym z nich był węglowiec „Katyosan Maru”, który zatonął w ciągu 13 minut po trafieniu torpedą. 24 marca Morton napotkał ciężko załadowany zbiornikowiec, który udało mu się zatopić jedną z siedmiu wystrzelonych w jego kierunku torped. Następnego dnia „Wahoo” przechwycił frachtowiec „Satsuki Maru”, który wobec pozostawania w rakach okrętu tylko dwóch torped o wątpliwej sprawności działania, zatopił w wynurzeniu przy użyciu działka 20 mm oraz prawie 90 pocisków z działa 102 mm. Podczas kończenia tej operacji, obserwatorzy na mostku dostrzegli na horyzoncie maszt innej jednostki. Początkowo obawiano się, że jednostką ta może być niszczyciel, bądź inny okręt, co wobec bardzo płytkiej wody w tym rejonie, postawiłoby okręt podwodny w trudnej sytuacji. Obserwujący jednak morze przez peryskop PCO MacMillan, za pomocą zapewnianego przez urządzenie powiększenia rozpoznał jednostkę jako płynący z prędkością 14 węzłów mały frachtowiec. „Wahoo” z dalekiego dystansu otworzył więc do niego ogień artyleryjski, co zatrzymało japońską jednostkę, która następnie spłonęła na powierzchni. Załoga „Wahoo” miała rzadką okazję oglądać go przez peryskop, zanim zatonął. Tego samego dnia napotkany został mały 100-tonowy trawler, który wobec zacięcia się wszystkich trzech działek 20 mm został zniszczony wrzucanymi na jego pokład koktajlami Mołotowa wykonanymi domowym sposobem, które załoga otrzymała jako prezent podczas pobytu na Midway. Spalony statek został pozostawiony własnemu losowi. Podobny los spotkał 28 marca dwa niewielkie sampany, które zostały zniszczone ogniem działek 20 mm. W następnych dniach, z użyciem dwóch torped zatopiony został frachtowiec „Yamabato Maru”, po czym „Wahoo” udał się w drogę powrotną do bazy.
Po przybyciu do Midway, podczas rozmowy na temat ostatniego patrolu i skali wadliwości działania torped, dowódca eskadry okrętów podwodnych podzielił się z Mortonem opinią, jaką wyraził na temat „Wahoo” odbywający podczas 4 rejsu swój staż PCO na okręcie Duncan MacMillan. W rozmowie z dowódcą eskadry MacMillan wyraził swoje zastrzeżenia wobec dowódcy „Wahoo” oraz jego oficerów podczas patrolu, zarzucając im brak należytego planowania, słabą koordynację i brak dyscypliny w centrali okrętu podczas wykonywanych ataków. Zaskoczony, wobec braku jakichkolwiek oznak krytycznej oceny ze strony MacMillana w trakcie patrolu Morton, uznał, że najlepszą obroną dowództwa okrętu są osiągnięte przez niego rezultaty bojowe. Według późniejszej opinii „Dicka” O’Kane, kierowany osobistą zawiścią Duncan MacMillan w rozmowach z innymi oficerami zaczął też podważać wartość niemal wszystkich osiągnięć bojowych „Wahoo”. Zdaniem O’Kane, MacMillan, który wkrótce po zwodowaniu „Wahoo” sam miał objąć jego dowództwo, nie mógł pogodzić się z faktem, iż okręt powierzono ostatecznie kmdr Kennedy’emu, a tym bardziej później młodszemu od niego o cztery lata Mortonowi. Co więcej, w trakcie swojego rejsu PCO na pokładzie „Wahoo”, MacMillan obserwował jak 8 lat młodszy od niego O’Kane prowadzi obserwację peryskopową i wydaje komendy. Opinia MacMillana nie miała ostatecznie wpływu na postrzeganie przez dowództwo marynarki „Wahoo” i sposobu dowodzenia nim przez Mortona, a sam MacMillan w grudniu 1943 roku otrzymał dowództwo własnego okrętu USS Thresher (SS-200), stając się wkrótce najstarszym amerykańskim dowódcą okrętu podwodnego.

### Piąty patrol

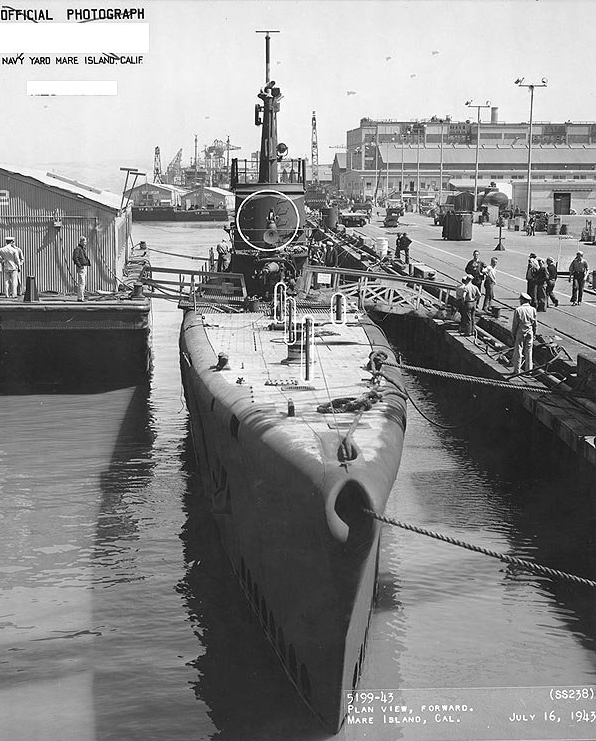
16 lipca 1943 roku, USS „Wahoo” (SS-238) w stoczni Mare Island po zakończeniu piątego patrolu

W międzyczasie Stany Zjednoczone przygotowywały ofensywę na Aleutach, próbując odbić wyspy Attu. W związku z tym, japoński admirał Koga Mineichi wycofał swoje duże jednostki morskie z Chuuk do Zatoki Tokijskiej, celem przygotowania ich do kontrataku w kierunku Alaski. Amerykański nasłuch radiowy, dzięki „Ultrze”, znał częściowo japońskie plany ataku na Alaskę, a kiedy ta operacja została zarzucona, śledził także wiele najważniejszych japońskich jednostek i zbiornikowców zaangażowanych w zaopatrzenie Marianów, Palau i Chuuk. W pierwszym okresie adm. Charles Lockwood z dowództwa floty podwodnej Floty Pacyfiku (ComSubPac) postanowił odwołać wiele ze swoich okrętów podwodnych z dotychczasowych zadań i przydzielić im nowe z uwzględnieniem ostatnich ruchów japońskiej floty. „Wahoo” został wysłany na Kuryle, w celu przechwycenia spodziewanego tam japońskiego zespołu. Wkrótce zatem po przybyciu do bazy na Wyspach Midway, 25 kwietnia „Wahoo” był gotowy do ponownego wyjścia w morze, a komandor Morton otrzymał rozkaz patrolowania wzdłuż Wysp Kurylskich. W pierwszym okresie patrolu, na początku maja, „Wahoo” prowadził działania rozpoznawcze wzdłuż Kuryli, fotografując japońskie instalacje, a następnie – po odwołaniu japońskiego ataku na Alaskę – został przez dowództwo skierowany do przechwycenia transportowca wodnosamolotów „Kimikawa Maru”. 4 maja „Wahoo” odnalazł japoński okręt i z odległości niecałych 1200 metrów wystrzelił w jego kierunku trzy torpedy, z których jedna przeszła przed dziobem jednostki, druga trafiła w śródokręcie, trzecia zaś zdefektowała, co pozwoliło „Kimikawie Maru” oddalić się z prędkością 11 węzłów. Wywołało to złość Mortona – jak później zanotował „To jakiś bubel. To niewyobrażalne, żadne normalne rozproszenie nie pozwoliłoby tej ostatniej torpedzie nie trafić w 155 metrowy cel z takiej odległości!”. Trzy dni później „Wahoo” natknął się na dwie jednostki, z których jedną („Tamon Maru Nr 5”) zatopił, jednostce eskortowej zaś udało się ujść. Następnego dnia, kierowany przez Ultrę, „Wahoo” skręcił na południe w kierunku Kobe Zaki w celu przechwycenia następnych jednostek. 8 maja po południu, dostrzeżono złożony z trzech jednostek konwój w składzie dwóch okrętów eskorty i dużego okrętu pomocniczego floty. Po zbliżeniu się na odległość 2500 jardów (2 286 metrów) Morton odpalił trzy torpedy w okręt pomocniczy. Pierwsza torpeda eksplodowała przedwcześnie po 51 sekundach – w połowie drogi do celu, prawdopodobnie odchylając z kursu drugą, trzecia zaś trafiła w cel, jednakże głowica nie zdetonowała. Obydwaj akustycy okrętu zarejestrowali uderzenie torpedy w kadłub, w tym samym momencie, kiedy przez peryskop zaobserwowano trzymetrową kolumnę wody przy burcie celu, gdy eksplodowały butle z powietrzem. Eksplozja zbiorników z powietrzem torpedy nie mogła jednak zniszczyć statku. Także temu celowi udało się więc oddalić, tymczasem „Wahoo” został zmuszony przez okręty eskorty do zejścia na większą głębokość.
Tego samego wieczora, po wynurzeniu, Morton odebrał wiadomość z Ultry, po czym ponownie zawrócił na północ w kierunku Kone Zaki. Rano 9 maja 1943 operator radaru wykrył dwa statki, „Takao Maru” oraz „Jinmu Maru”, o pojemności 3200 i 1200 ton, płynące w kolumnie bez eskorty. „Wahoo” z sukcesem zaatakował je, wystrzeliwując do każdego z nich po trzy torpedy. 12 maja okręt dowodzony przez Mortona natknął się na dwa frachtowce, jednakże atak torpedowy okazał się nieskuteczny wobec prawdopodobnie wadliwego działania torped. Dodatkowo ostrzelany ogniem artyleryjskim „Wahoo” sam musiał się wycofać, zwłaszcza wobec zużycia ostatnich torped. Opuścił więc rejon patrolowania i obrał kurs na Pearl Harbor.
Rejs na Kuryle był trzecim patrolem „Mush” Mortona jako dowódcy „Wahoo”. Po jego zakończeniu miał opinię najbardziej agresywnego dowódcy w całej marynarce, co poparte było rezultatami jego rejsów. Te trzy patrole ustanowiły rekord floty w liczbie strat zadanych nieprzyjacielowi w trzech kolejnych następujących po sobie patrolach, a także pod względem czasu w jakim te rezultaty zostały osiągnięte: po powrocie z piątego patrolu „Wahoo” miał zaliczone zatopienie jednostek o łącznej pojemności 93 281 ton i 30 880 ton statków uszkodzonych w ciągu łącznie 25 dni patrolowania. W tej sytuacji nie budzi zdziwienia fakt, że 22 maja 1943, dzień po powrocie do Pearl Harbor dowódca Floty Pacyfiku adm. Chester Nimitz (oficer broni podwodnej z I wojny światowej) na pokładzie „Wahoo” odznaczył Mortona złotą gwiazdą do Navy Cross. Sam okręt wypłynął wkrótce do stoczni Mare Island w Kalifornii na okresowy remont, gdzie pozostawał do 11 lipca. 27 lipca powrócił do Pearl Harbor. W lipcu okręt opuścił komandor Richard O’Kane, który najpierw rozpoczął służbę jako Prospective Commanding Officer, a następnie samodzielny dowódca USS „Tang”. Na pokładzie tego okrętu został potem najskuteczniejszym amerykańskim dowódcą okrętów podwodnych w całej II wojnie światowej.

### Szósty patrol
W drugim kwartale 1943 US Navy prowadziła nieefektywne operacje podwodne w rejonie Morza Japońskiego i Kuryli. Głównym powodem ich nikłej skuteczności były problemy techniczne z torpedami. Admirał Lockwood zaplanował więc kolejną operację w tym rejonie, do której przeprowadzania na ochotnika zgłosił się USS „Plunger” (SS-179) oraz USS „Wahoo”, który właśnie powrócił z remontu w Mare Island, sam zaś Morton wrócił ze szpitala, w którym leczył swoje chroniczne problemy z prostatą. Po odejściu O’Kane’a na „Wahoo” zastąpił go dotychczasowy II oficer Roger Paine. Nim jednak okręt dotarł do Hawajów, Paine zapadł na zapalenie wyrostka robaczkowego i musiał zostać hospitalizowany. Zastąpiony więc został przez Verne Leslie Skjonsby, który służył wcześniej w Bureau of Ordnance i nie odbył dotąd żadnego wojennego patrolu.
6 sierpnia okręt opuścił Midway w drodze do swojego sektora podczas kolejnego, szóstego patrolu – na Morzu Japońskim. Przed wypłynięciem na ten patrol, Morton nie poinformował Lockwooda o przyjętym przez siebie na ten patrol postanowieniu: „jeden cel – jedna torpeda”. Założył, że każdą jednostkę przeciwnika będzie atakował tylko jedną torpedą, co było sprzeczne z powszechną praktyką. Morton uważał, że jeśli umiejętności strzeleckie okrętu będą tak wysokie jak w do tej pory, dzięki nowej taktyce uda mu się zatopić 15 do 20 jednostek. Takiego rezultatu jeszcze nikt nigdy nie uzyskał. Miał nadzieję osiągnąć taki wynik, mimo tego, że nie miał już O’Kane’a przy swoim peryskopie oraz Paine przy komputerze TDC. Według planu, Boss na „Plungerze” i Morton na „Wahoo” mieli przejść razem przez cieśninę La Pérouse’a wieczorem 14 sierpnia 1943 roku, jednakże na „Plungerze” pojawiły się w drodze problemy z silnikiem, co opóźniło go o dwa dni. Morton planowo przeszedł przez cieśninę nocą na powierzchni przy maksymalnej prędkości, Bass natomiast dwa dni później w zanurzeniu przy świetle dziennym.
Morton zaczął stosować swoją nową taktykę jednej torpedy na jeden cel, jednakże nie przynosiło to zamierzonego efektu. 15 sierpnia wykonał trzy ataki, w kolejności: chybił, awaria torpedy, niecelne dwie torpedy, niecelna torpeda. 17 sierpnia dwukrotnie chybił jedną torpedą do dwóch frachtowców, 18 sierpnia dwie torpedy chybiły do dwóch frachtowców, jedna zaś nie eksplodowała. W efekcie, Morton poprosił Pearl Harbor o zgodę na powrót w celu pobrania nowych torped, na co Lockwood wyraził zgodę.
W drodze napotkał sampan i oddając strzały ostrzegawcze ponad jego dziobem wydał polecenie zatrzymania się. Wobec braku reakcji ze strony japońskiej jednostki, okręt podwodny otworzył do niej ogień artyleryjski niszcząc go, jednak trzech rybaków poddało się i zostali wzięci na pokład jako jeńcy. Po kilku godzinach, w podobny sposób zniszczone zostały dwie kolejne jednostki rybackie, jednak członkowie ich załóg po wskoczeniu do wody, odmówili wejścia na pokład amerykańskiego okrętu. Następnie przez cieśninę La Pérouse’a „Wahoo” wyszedł z Morza Japońskiego, a 25 sierpnia wszedł do portu w Midway, po czym natychmiast udał się do Pearl Harbor.

### Ostatni patrol
Niezadowolony z niepowodzenia poprzedniego patrolu, Dudley Morton poprosił o ponowne skierowanie okrętu na Morze Japońskie. Admirał Lockwood wyraził zgodę na to, wyznaczając jednocześnie USS „Sawfish” (SS-276) pod dowództwem kmdr Eugene’a Sandsa do odbycia patrolu w tym samym rejonie. Plany operacyjne przewidywały wejście okrętu na Morze Japońskie około 20 września, jednak przed wyjściem w morze admirał zaproponował Mortonowi i Sandsowi dodanie do swoich torped najnowszego modelu, elektrycznej torpedy Mark 18, która znajdując się na końcowym etapie opracowywania nie była jeszcze w pełni przetestowana.

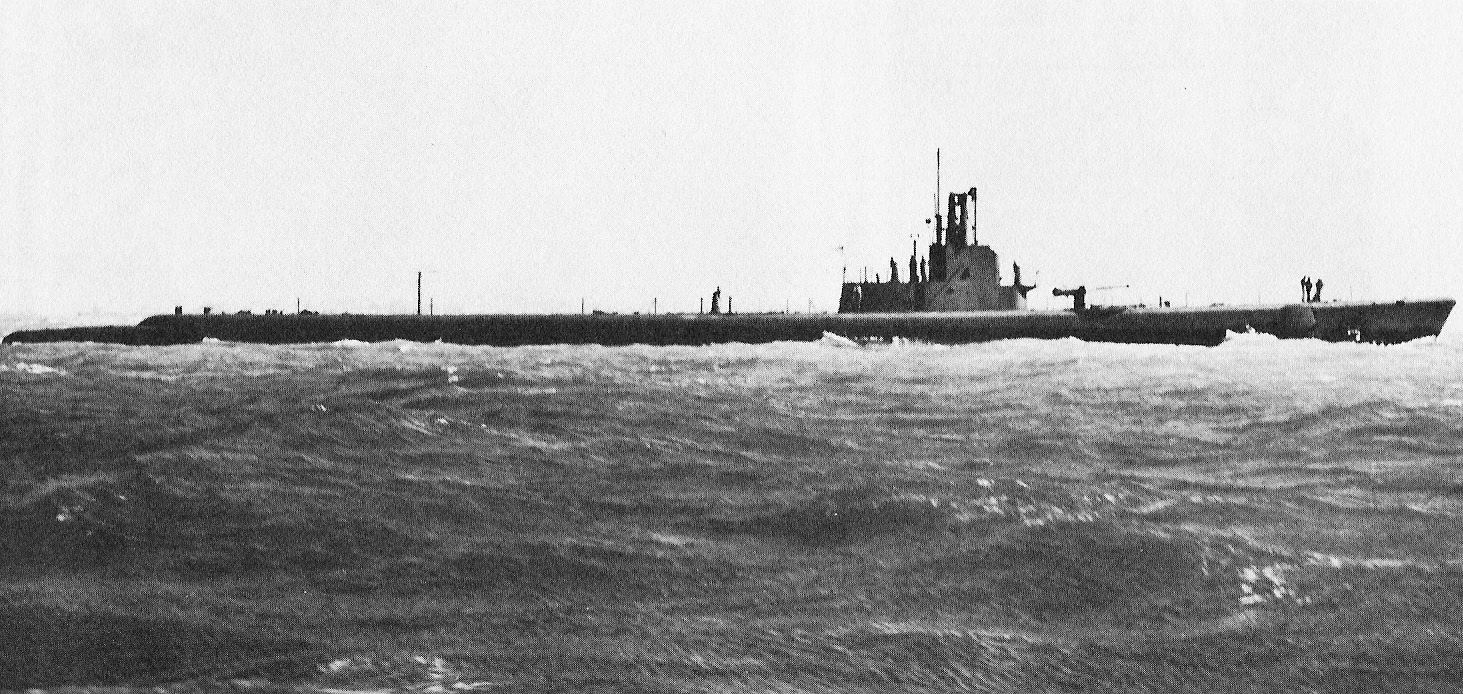
13 września 1943 roku; USS „Wahoo” po uzupełnieniu paliwa na Midway, w drodze na Morze Japońskie w trakcie ostatniego patrolu. Ostatnie zdjęcie okrętu.

Opuszczając Pearl Harbor 9 września „Wahoo” udał się na swój siódmy patrol, zdążając do Midway celem pobrania tam paliwa. Stamtąd wypłynął 13 września i skierował się w kierunku cieśniny La Pérouse’a.
5 października japońska agencja informacyjna Dōmei doniosła, że w pobliżu cieśniny Cuszimskiej na zachód od Honsiu amerykański okręt podwodny zatopił japoński parowiec („Konron Maru” o wyporności 8000 ton), w wyniku czego życie straciły 544 osoby. Dodatkowo JANAC stwierdził po wojnie, że „Wahoo” w swoim ostatnim patrolu zatopił także trzy inne jednostki, podnosząc jego rezultat do czterech statków o łącznym tonażu ok. 13 000 ton. Dwa dni przed planowanym przejściem przez cieśninę „Wahoo”, pokonujący ją w tym samym kierunku „Sawfish” został obrzucony bombami głębinowymi przez okręt patrolowy. Jego przejście zapewne zwiększyło czujność japońskich sił ZOP w tym rejonie.
Nie później niż o zachodzie słońca 21 października „Wahoo” miał rozpocząć powrót i opuścić swój sektor operacyjny na południe od 43. równoleżnika, po czym wrócić do bazy. „Wahoo” powinien był nawiązać łączność radiową z dowództwem po przekroczeniu w drodze powrotnej pasma Wysp Kurylskich, jednakże od czasu wypłynięcia z Midway nigdy już nie nawiązano żadnego kontaktu z okrętem Mortona, aż do zakończenia wojny nie uzyskano też żadnych informacji o jego losie. W trakcie powojennego badania japońskich archiwów znaleziono informacje o przeprowadzeniu 11 października kombinowanego ataku lotniczo-morskiego na wynurzony okręt podwodny w cieśninie La Pérouse’a. W związku z faktem, iż w tym czasie w cieśninie nie powinno być żadnego innego amerykańskiego okrętu podwodnego, zaatakowanym okrętem był najprawdopodobniej USS „Wahoo”.
Gdy po upływie przewidzianego maksymalnego czasu patrolu „Wahoo” nie nawiązał łączności z dowództwem, rozpoczęto patrole lotnicze na całej przewidywanej trasie powrotu okrętu. Wobec braku jakichkolwiek informacji o losie jednostki, 2 grudnia 1943 komunikatem Departamentu Marynarki numer 488 USS „Wahoo” ogłoszono jako „prawdopodobnie utracony”, a cztery dni później wykreślono go z rejestru okrętów US Navy.
Zdaniem strony japońskiej „Wahoo” wpadł na minę, która uszkodziła go zmuszając do wynurzenia, a następnie został zmuszony do ponownego zanurzenia ogniem baterii artylerii nabrzeżnej. Spowodowany uszkodzeniem wyciek oleju napędowego zdradzał jego pozycję w zanurzeniu co doprowadziło do zagłady amerykańskiej jednostki. Wspomniane wcześniej archiwa japońskie związane ze ścigaczem okrętów podwodnych Nr 15, zawierają zapisany przebieg operacji zatopienia SS-238 w cieśninie La Pérouse’a 11 października 1943 roku.
Około godziny 8:30, obserwator nabrzeżnej baterii dział 150 mm na półwyspie Sōya dostrzegł wzniesienie w wodzie (prawdopodobnie kiosk „Wahoo”) i bateria otworzyła do niego ogień, po którym okręt zanurzył się, zaś dowódca baterii wezwał wsparcie lotnicze. Około godziny później, nad wskazany obszar nadleciał wodnosamolot ZOP E13A „Jake”, który o godzinie 9:20 wykrył szeroką plamę oleju napędowego, po czym dostrzegł kiosk okrętu. Zrzucił on następnie na „Wahoo” dwie bomby. Kolejne dwa samoloty E13A zrzuciły dodatkowe 6 ładunków, a o godzinie 11:45, samolot naprowadził na miejsce ataku ścigacz Nr 15, który zrzucił dwie serie dziewięciu oraz siedmiu bomb głębinowych, których eksplozje wyrzuciły na powierzchnię metalowe szczątki okrętu. O godzinie 12:18, Nr 15 zrzucił pojedynczą bombę, po czym został zmieniony przez ścigacz Nr 43, który o 12:21 zrzucił sześć bomb. O 13:30 na miejsce przypłynął trałowiec Wa-18.
Inna relacja opisuje przebieg zdarzenia w taki sposób:
| 9:45  | Pilot dostrzegł bardzo wąski, acz długi ślad torowy okrętu utworzony przez wyciekający ze zbiorników olej napędowy, po czym śledząc go dotarł do jego źródła. Przelatując nad nim, dostrzegł w czystej i zimnej wodzie wyraźny kształt płytko zanurzonego okrętu. Samolot zawrócił i zrzucił bombę dokładnie w punkt początkowy śladu oleju. Siła fali uderzeniowej wyrzuciła na moment okręt nad powierzchnię wody, samolot zaś ponownie zawrócił i zrzucił kolejną bombę, której eksplozja wywołała wydostawanie się z okrętu dużego tym razem strumienia oleju oraz wielu bąbli powietrza. „Wahoo” zdołał jednak zmienić kurs z zamiarem – zdaniem niektórych – wyrzucenia się być może na radziecki brzeg. Jak jednak wspominał Forest Sterling, jeden z członków załogi „Wahoo”, którego Morton tuż przed ostatnim patrolem wysłał do szkoły stenografii podczas ostatniego tankowania w Midway, możliwość opuszczenia okrętu i spędzenia reszty wojny w ZSRR byłaby ostatnią opcją, którą w krytycznej sytuacji Morton by rozważał, przy czym z całą pewnością nie był on też osobą, która poddałaby okręt. |
| 10:25 | Drugi samolot zrzucił kolejne bomby. |
| 11:35 | Wodnosamolot naprowadził ścigacz Nr 15 na obszar ataku, który zrzucił do wody 9 bomb głębinowych, a następnie 7 kolejnych. |
| 12:07 | Na powierzchnię zostały wyrzucone duże płaty metalu, błędnie zidentyfikowane później jako pióra śruby. |
| 12:21 | Przypłynął drugi ścigacz i zrzucił 7 bomb. |
| 13:50 | Samolot patrolowy zameldował, że nie są widoczne ani okręt ani jego kilwater. |

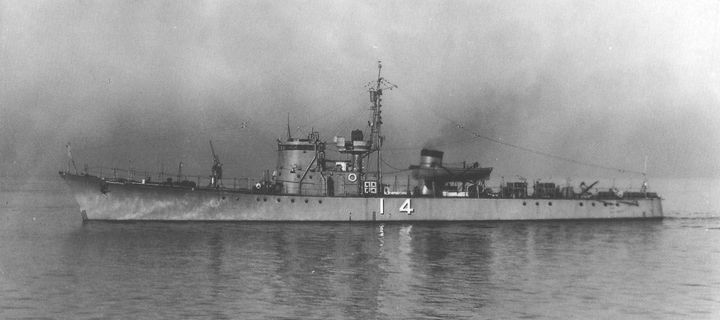
Ścigacz Nr 14, okręt siostrzany ścigacza Nr 15

USS „Wahoo” (SS-238) przeszedł przez serię skoncentrowanych ataków trwających przez co najmniej 4 godziny. Zaatakowany został łącznie 63 bombami lotniczymi i głębinowymi oraz około 40 mniejszymi bombami. Dick O’Kane zawsze wyrażał przekonanie, że w sytuacji ostatecznej Morton podjąłby nadzwyczajne środki celem uratowania okrętu i jego załogi, prawdopodobnie próbując wypompować ze swojego ciężko uszkodzonego okrętu wystarczająco dużo oleju napędowego, aby zwiększyć jego pływalność i wynurzyć jednostkę. Planował najprawdopodobniej podjęcie bezpośredniej walki na powierzchni z atakującymi go okrętami japońskimi. Dziś już jednak wiadomo, że nie miał na to najmniejszych szans. Grupa nurków, która badała wrak w 2006 roku, odkryła śmiertelne w skutkach uszkodzenie okrętu tuż za kioskiem, powstałe po eksplozji pierwszej ze zrzuconych przez samolot bomb. Siła wybuchu spowodowała ogromne pęknięcie kadłuba, od kiosku w dół aż po stępkę. Kolejne bomby, podobnie jak późniejsze bomby głębinowe nie były już konieczne do zatopienia okrętu. Istnieją jednak podstawy aby przypuszczać, że śmiertelnie ugodzony „Wahoo” nie był jeszcze martwy, nawet po tym gdy siły japońskie stwierdziły ostateczne jego zatopienie. W jakiś bowiem sposób okręt przemieścił się jeszcze 10 mil, zanim został całkowicie zalany, co ostatecznie zakończyło jego żywot.

## Podsumowanie
Utrata „Wahoo” i Mortona wywołała głęboki wstrząs w amerykańskiej flocie podwodnej. Skutkiem utraty „Wahoo”, aż do czerwca 1945, kiedy na wyposażenie okrętów podwodnych weszły specjalne systemy przeciwminowe, admirał Lockwood przerwał wszystkie operacje na Morzu Japońskim. Morton został pośmiertnie odznaczony czwartym Navy Cross. Informacje źródłowe na temat liczby zatopionych przez „Wahoo” jednostek przeciwnika w znacznym stopniu różnią się między sobą. Do momentu śmierci Morton miał przyznane zatopienie 17 jednostek o łącznym tonażu ponad 114 000 ton – więcej niż jakikolwiek inny amerykański dowódca. Na skutek powojennej weryfikacji JANAC, dane te zostały zmienione do 20 jednostek o pojemności 60 038 BRT. Według Aldena i McDonalda „Wahoo” zatopił 24 jednostki o pojemności 59 613 ton oraz uszkodził 9 jednostek o pojemności 35 015 ton, według SORG natomiast, „Wahoo” zatopił 20 jednostek o pojemności 114 000 ton i uszkodził trzy o pojemności 30 900 ton. Zestawienie zatopień uznanych „Wahoo” przez JANAC:
| Zestawienie zatopień potwierdzonych przez JANAC | Zestawienie zatopień potwierdzonych przez JANAC | Zestawienie zatopień potwierdzonych przez JANAC | Zestawienie zatopień potwierdzonych przez JANAC | Zestawienie zatopień potwierdzonych przez JANAC | Zestawienie zatopień potwierdzonych przez JANAC | Zestawienie zatopień potwierdzonych przez JANAC |
| Patrol                                          | Data                                            | Nazwa jednostki                                 | Klasa                                           | BRT                                             | Pozycja                                         | Skutek                                          |
| ----------------------------------------------- | ----------------------------------------------- | ----------------------------------------------- | ----------------------------------------------- | ----------------------------------------------- | ----------------------------------------------- | ----------------------------------------------- |
| 2.                                              | 10.12.1942                                      | „Kamoi Maru”                                    | cargo                                           | 5355                                            | 4-56S, 154-58E                                  | zatopiony                                       |
| 3.                                              | 26.01.1943                                      | nieznany                                        | cargo                                           | 4000                                            | 2-37N, 139-42E                                  | zatopiony                                       |
| 3.                                              | 26.01.1943                                      | „Buyo Maru”                                     | transportowy                                    | 5447                                            | 1-55N, 139-14E                                  | zatopiony                                       |
| 3.                                              | 26.01.1943                                      | „Fukuei Maru Nr 2”                              | cargo                                           | 1901                                            | 1-55N, 139-14E                                  | zatopiony                                       |
| 4.                                              | 19.03.1943                                      | „Zogen Maru”                                    | cargo                                           | 1428                                            | 38-29N, 122-19E                                 | zatopiony                                       |
| 4.                                              | 19.03.1943                                      | „Kowa Maru”                                     | transportowy                                    | 3217                                            | 38-27N, 122-18E                                 | zatopiony                                       |
| 4.                                              | 21.03.1943                                      | „Nittsu Maru”                                   | cargo                                           | 2183                                            | 38-05N, 124-33E                                 | zatopiony                                       |
| 4.                                              | 21.03.1943                                      | „Hozan maru”                                    | cargo                                           | 2260                                            | 38-11N, 124-33E                                 | zatopiony                                       |
| 4.                                              | 23.03.1943                                      | nieznany                                        | cargo                                           | 2427                                            | 38-37N, 121-01E                                 | zatopiony                                       |
| 4.                                              | 24.03.1943                                      | „Takaosan Maru”                                 | cargo                                           | 2076                                            | 39-01N, 122-25E                                 | zatopiony                                       |
| 4.                                              | 25.03.1943                                      | „Satsuki Maru”                                  | cargo                                           | 827                                             | 38-10N, 123-26E                                 | zatopiony                                       |
| 4.                                              | 25.03.1943                                      | nieznany                                        | cargo                                           | 2556                                            | 38-13N, 123-24E                                 | zatopiony                                       |
| 4.                                              | 29.03.1943                                      | „Yamabato Maru”                                 | cargo                                           | 2556                                            | 30-26N, 129-41E                                 | zatopiony                                       |
| 5.                                              | 07.05.1943                                      | „Tamon Maru Nr 5”                               | pasaż.-cargo                                    | 5260                                            | 40-05N, 141-53E                                 | zatopiony                                       |
| 5.                                              | 09.05.1943                                      | „Takao Maru”                                    | pasaż.-caro                                     | 3204                                            | 38-57N, 141-49E                                 | zatopiony                                       |
| 5.                                              | 09.05.1943                                      | „Jinmu Maru”                                    | cargo                                           | 1912                                            | 38-57N, 141-49E                                 | zatopiony                                       |
| 6.                                              | 29.09.1943                                      | „Masaki Maru Nr 2”                              | cargo                                           | 1238                                            | 40-00N, 130-00E                                 | zatopiony                                       |
| 6.                                              | 05.10.1943                                      | „Kanron Maru”                                   | transportowy                                    | 7 908                                           | 34-00N, 130-00E                                 | zatopiony                                       |
| 6.                                              | 06.10.1943                                      | „Kanko Maru”                                    | pasaż.-cargo                                    | 1288                                            | 37-18N, 129-33E                                 | zatopiony                                       |
| 6.                                              | 09.10.1943                                      | „Hankow Maru”                                   | cargo                                           | 2995                                            | 37-18N, 129-33E                                 | zatopiony                                       |
| 20 jednostek                                    | 20 jednostek                                    | 20 jednostek                                    | 60 038 BRT                                      | 60 038 BRT                                      | 60 038 BRT                                      |                                                 |

Biorąc pod uwagę liczbę zatopionych jednostek nieprzyjacielskich Morton był drugim najbardziej skutecznym dowódcą okrętu podwodnego Stanów Zjednoczonych, ustępując jedynie swojemu byłemu pierwszemu oficerowi Richardowi O’Kane, który po przeniesieniu z „Wahoo” objął samodzielne dowództwo USS „Tang”. Pod względem zatopionego tonażu natomiast, Morton zajmuje dziesiąte miejsce, przy czym nie należy zapominać, że rezultat ten osiągnął w ciągu zaledwie 9 miesięcy służby na stanowisku dowódcy okrętu. „Wahoo” został sześciokrotnie odznaczony Silver Star. Okręt ten w dużym stopniu przyczynił się do roli jaką odegrała United States Submarine Force w wojnie na Pacyfiku i do pokonania Japonii, dzięki czemu zyskał sobie przydomek „One-sub Wolf Pack” (jednookrętowe wilcze stado). Na efektywność działań bojowych „Wahoo” ogromny wpływ miały problemy techniczne z torpedami, które często nie eksplodowały po trafieniu w cel. Dotyczyło to całej amerykańskiej floty podwodnej przez dwa pierwsze lata wojny. Amerykańskie okręty uzbrojone były w tym czasie w relatywnie nowe torpedy Mark 14 oraz Mark 10, które przed rozpoczęciem działań wojennych doskonale sprawdzały się na testach i podczas ćwiczeń z wykorzystaniem atrap głowic bojowych. Z prawdziwymi głowicami bojowymi w rzeczywistej walce jednak zawodziły. Dotyczyło to zwłaszcza torped wyposażonych w zapalnik magnetyczny Mark 6 Mod 1. Jeden po drugim, dowódcy okrętów podwodnych meldowali dowództwu, że mimo wystrzelenia nawet kilkunastu torped do jednego celu i często perfekcyjnych trafień, torpedy nie eksplodowały, przechodziły zbyt głęboko pod celem, bądź też eksplodowały przedwcześnie. Ocenia się, że cała amerykańska flota podwodna zatopiłaby o 30% więcej jednostek wroga, gdyby jej torpedy działały prawidłowo. Sądząc po liczbie torped zmarnowanych przez Mortona, ten szacunek z całą pewnością odnosi się także do „Wahoo”.
Amerykańskie okręty podwodne, których załogi stanowiły 1,6% składu osobowego US Navy, przeprowadzając 1600 patrolów bojowych, zatopiły 1178 japońskich statków o pojemności brutto ponad 500 ton i całkowitym tonażu statków ponad miliona ton, co stanowiło 55% japońskiego tonażu. Dzięki swoim operacjom złamały kręgosłup ekonomiczny Japonii i były jednym z głównych składników amerykańskiego sukcesu w wojnie z Japonią. Sukces miał swoją cenę w postaci 52 utraconych jednostek, spośród wszystkich 260 amerykańskich okrętów podwodnych służących podczas drugiej wojny światowej. Życie straciło 3600 marynarzy amerykańskiej floty podwodnej. Do ofiar należała także załoga USS „Wahoo” (SS-238). Sukcesy oraz utrata „Wahoo” spowodowały, że okręt ten stał się legendarny w amerykańskim społeczeństwie, o czym świadczy liczba publikacji na jego temat i jego funkcjonowanie w amerykańskiej świadomości społecznej.
| Patrol | Rejon                   | Okres                        | Dowódca        | Bazy wyjścia i powrotu  |
| ------ | ----------------------- | ---------------------------- | -------------- | ----------------------- |
| 1      | Karoliny                | 23.08 do 17.10.1942          | Marvin Kennedy | Pearl Harbor            |
| 2      | Wyspy Salomona          | 08.11 do 26.12.1942          | Marvin Kennedy | Pearl Harbor – Brisbane |
| 3      | Nowa Gwinea             | 16.01.1943 do 07.02.1943     | Dudley Morton  | Brisbane – Pearl Harbor |
| 4      | Morze Wschodniochińskie | 23.02 do 06.04.1943          | Dudley Morton  | Pearl Harbor – Midway   |
| 5      | Kuryle i Hokkaido       | 25.04 do 21.05.1943          | Dudley Morton  | Midway – Pearl Harbor   |
| 6      | Morze Japońskie         | 08.08 do 29.08.1943          | Dudley Morton  | Pearl Harbor            |
| 7      | Morze Japońskie         | 13.09 – 11.10.1943 zatopiony | Dudley Morton  | Pearl Harbor – brak     |

31 października 2006 dowódca amerykańskiej Floty Pacyfiku potwierdził, że amerykańsko-rosyjska grupa badawcza odnalazła wrak „Wahoo” spoczywający w cieśninie La Pérouse’a na głębokości 64 metrów na pozycji 45°07,8′N 141°33,6′E/45,130000 141,560000.